# 美国空军
- 關於二战时期的美国軍事航空部隊，請見「美国陆军航空軍」。
- 關於美国国防部下轄部门，請見「美国空军部」。
- 關於以色列工作室發行的空戰模擬遊戲，請見「美國空軍 (遊戲)」。
- 關於同名歌曲《The U.S. Air Force》，請見「合眾國空軍」。

美国空军（英語：United States Air Force）是美国军队中的空军軍種。其任务是“透過空中、外太空和網路空间中的武力保护美国及其利益”，它于1947年9月18日正式成立。
截止2024年3月31日，美國空軍有321,103名現役軍人、64,255名軍官、256,848名入伍者，以及約4,000名空軍學員。
截至2016年11月13日，美国空军共装备无人驾驶飞机约793架，有人驾驶飞机5,468架（其中轰炸机178架，战斗机2,907架，直升机656架，侦察机1,593架、预警机486架，特种作战飞机1,073架，空中加油机299架，教练机1,382架，运输机543架），另有空军国民警卫队的1,858架，以及空军预备役的2,326架；5,281枚空基巡航导弹，以及3,194枚洲际弹道导弹，是世界最大規模的空中作戰力量。

## 任務

### 任務
根據創建美國空軍1947年國家安全法(61 Stat . 502)：

In general, the United States Air Force shall include aviation forces both combat and service not otherwise assigned. It shall be organized, trained, and equipped primarily for prompt and sustained offensive and defensive air operations. The Air Force shall be responsible for the preparation of the air forces necessary for the effective prosecution of war except as otherwise assigned and, in accordance with integrated joint mobilization plans, for the expansion of the peacetime components of the Air Force to meet the needs of war.
一般而言，合眾國空軍應包括未指派其他職責的戰鬥和勤務航空部隊。它應有所組織、訓練和裝備，主要為了迅速、持續進攻和防禦空中作戰。空軍應負責準備為有效進行戰爭所需的航空部隊，除非另有分派，並根據整合聯合動員計劃，擴展空軍的和平時期組成部分，以滿足戰爭需求。

《美國法典》第10章第9062節將美國空軍的目的定義為：
- 维护合眾國、领土、联邦、属地以及合眾國占领的任何地区的和平与安全，并提供国防；[4]
- 支持国家政策；[5]
- 实现国家目标；[6]
- 打击任何对危及合众国和平与安全的侵略行为负责的国家。[7]

## 历史

### 美國空軍建軍前歷史
1906年12月，自莱特兄弟第一次进行重于空气的飞行實驗三年后，美国军方开始对飞行感兴趣，他们发布了486号陆军指标，这个指标的内容是建造一架军用飞机。1908年2月10日莱特兄弟与美国陆军签署了一个合約。
1912年美国陆军建立航空部门。
从1917年美国进入第一次世界大战开始，美国陆军航空勤務隊是美国远征部队的一部分。
1926年航空勤務隊更名为美國陸軍航空隊，此时该军团也开始试验新的技术如空中加油和新飞机如波音Y1B-9轰炸机和马丁B-10轰炸机（世界上第一架全金属单翼轰炸机）和新的战斗机。1937年B-17飞行堡垒轰炸机首航。
1941年陸軍航空隊改为美國陸軍航空軍，其总部改为空军作战指挥。在1942年3月9日的重大军事改组中，陸軍航空軍与美国陆军和美国海军获得了同样大的发言权。
在欧洲美国陆航军不顾英国皇家空军的反对开始日间轰炸。美军的战略是让轰炸机集队飞行，通过密集队形共同的防御火力来保护自己。这个战术只部分有效。在对罗马尼亚普洛耶什蒂的炼油厂和对德国施韦因富特和雷根斯堡轴承厂的轰炸中美军损失惨重。后来P-51野马战斗机的飞行距离提高，可以为轰炸机提供保护后美军的损失才降低。在1944年初对德国进行的五天持续轰炸中德国空军损失了许多有经验的飞行员。
在太平洋战场陆航军的B-29轰炸机从中国大陆起飞攻击日本，此外他们翻越喜马拉雅山脉向中国提供补给。由于这些轰炸机必须携带炸弹和燃料爬行到同温层来利用那里的信风，因此减少了其作战距离。1944年美军占领塞班岛后立即将对日轰炸从从高空的精密轰炸改为低空的大规模轰炸以消灭日本分散的工业生产网。许多日本城市受大破坏。東京大空襲造成十万多人丧生。
1945年8月向广岛和长崎投原子弹的也是B-29轰炸机。

### 美國空軍建軍後歷史
哈利·S·杜鲁门于1947年簽署1947年國家安全法案，透過該法創設了「合眾國空軍」（United States Air Force）也是常譯作「美國空軍」的一詞，並在空軍與陸海軍上設立統合的美國國防部。儘管美國空軍部隊由陸軍獨立出來，但建軍初期仍一度使用與陸軍通用的粉綠制服，僅在陸軍制服上添加空軍階級章。儘管在1946年時便有構思設計藍色系的空軍專用制服，但至1949年方通過杜魯門總統批准，並開放販賣。1950年時空軍藍色制服進一步擴大發放給士官兵階級使用。
1948年苏联对西柏林进行陆路和水路封锁，美国空军的空运指挥使用C-121运输机和C-54运输机对西柏林进行柏林空運。英国皇家空军在这場空運行動中也起了非常大的作用。在朝鲜战争中，美军一开始丧失了其駐韩国的金浦機場，不得不从日本向退到釜山的美军提供支援。美军進行仁川登陆后美国空军重获金浦机场支援陆军将朝鲜人民军一直逼退到中朝边境。中国人民志愿军入朝后美国空军为其陆军提供战术支援。中、苏、朝建立米格走廊，主要使用苏联造的米格-15戰鬥機。美军的主力战斗机是F-86佩刀戰鬥機。
1954年美国空军官校在科罗拉多泉开办。
1976年女性进入美国空军。
在1991年的海湾战争中美国空军与美国海军航空兵和其它盟军的空军起了非常大的作用。它们在陆战开始前用了六个星期的时间来摧毁伊拉克的基础设施和作战能力。
战后到美伊战争美国空军是维持伊拉克北部和南部的“禁飞区”的主要力量。
1996年北约在与波斯尼亚和1999年因科索沃与南斯拉夫的战争中也使用了美国空军。
2003年7月22日美国空军准确应用“精确打击”，炸死了萨达姆的两个儿子库赛·侯赛因与乌代·侯赛因。

## 组织

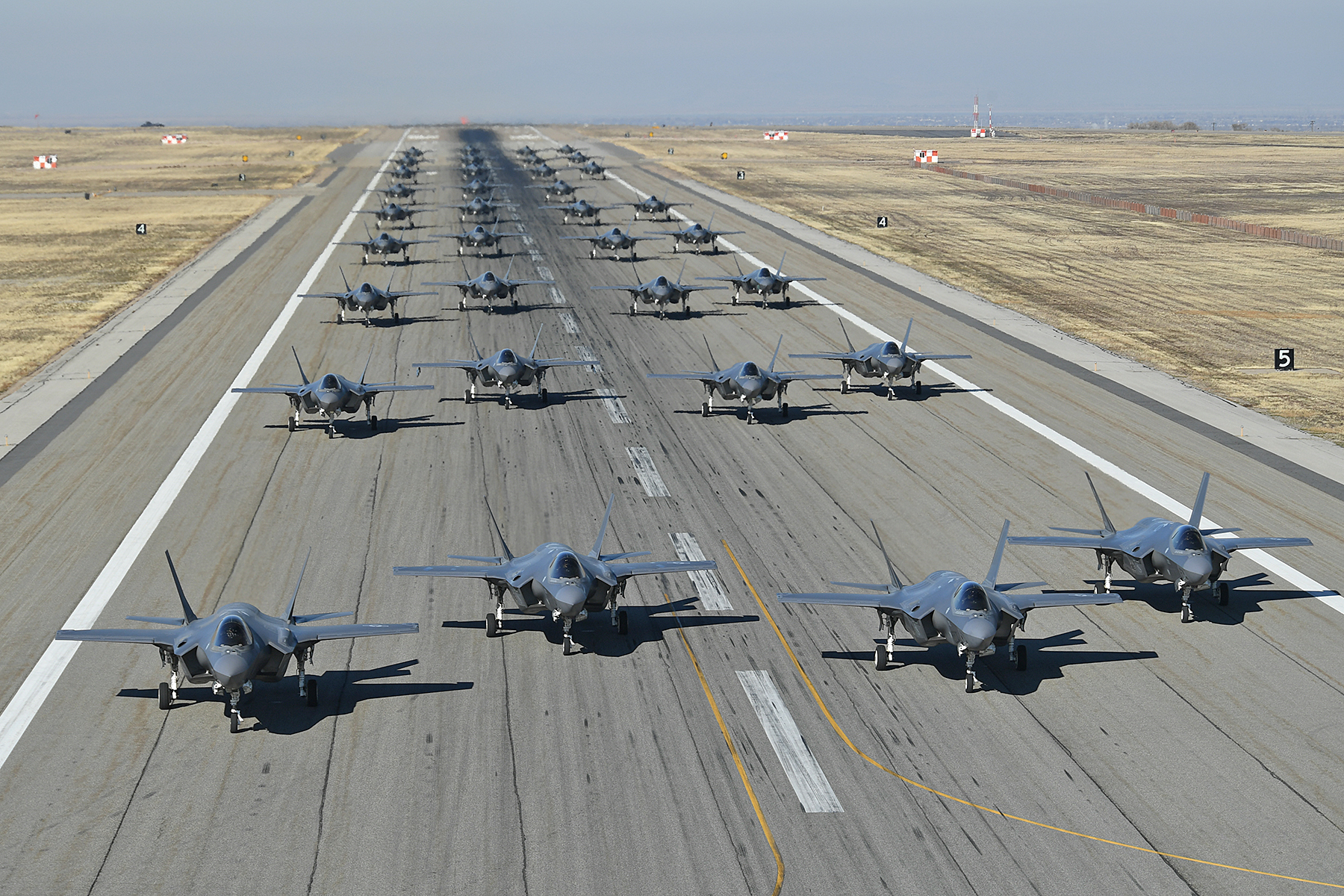
美國空軍擁有世界上最強大空中武力，是能夠主宰全球各戰場的關鍵
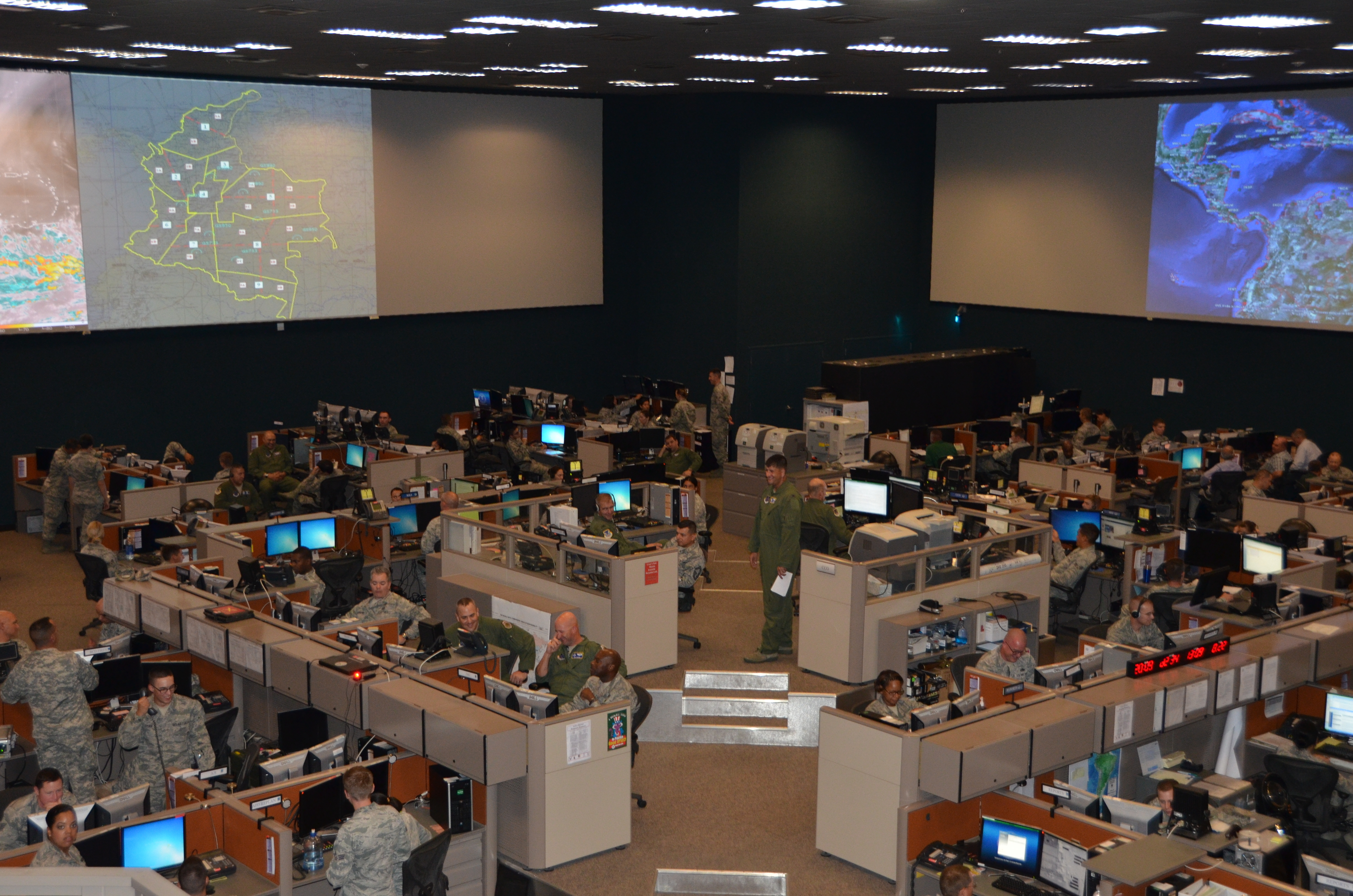
戴維斯-蒙森空軍基地的聯合空中作戰中心
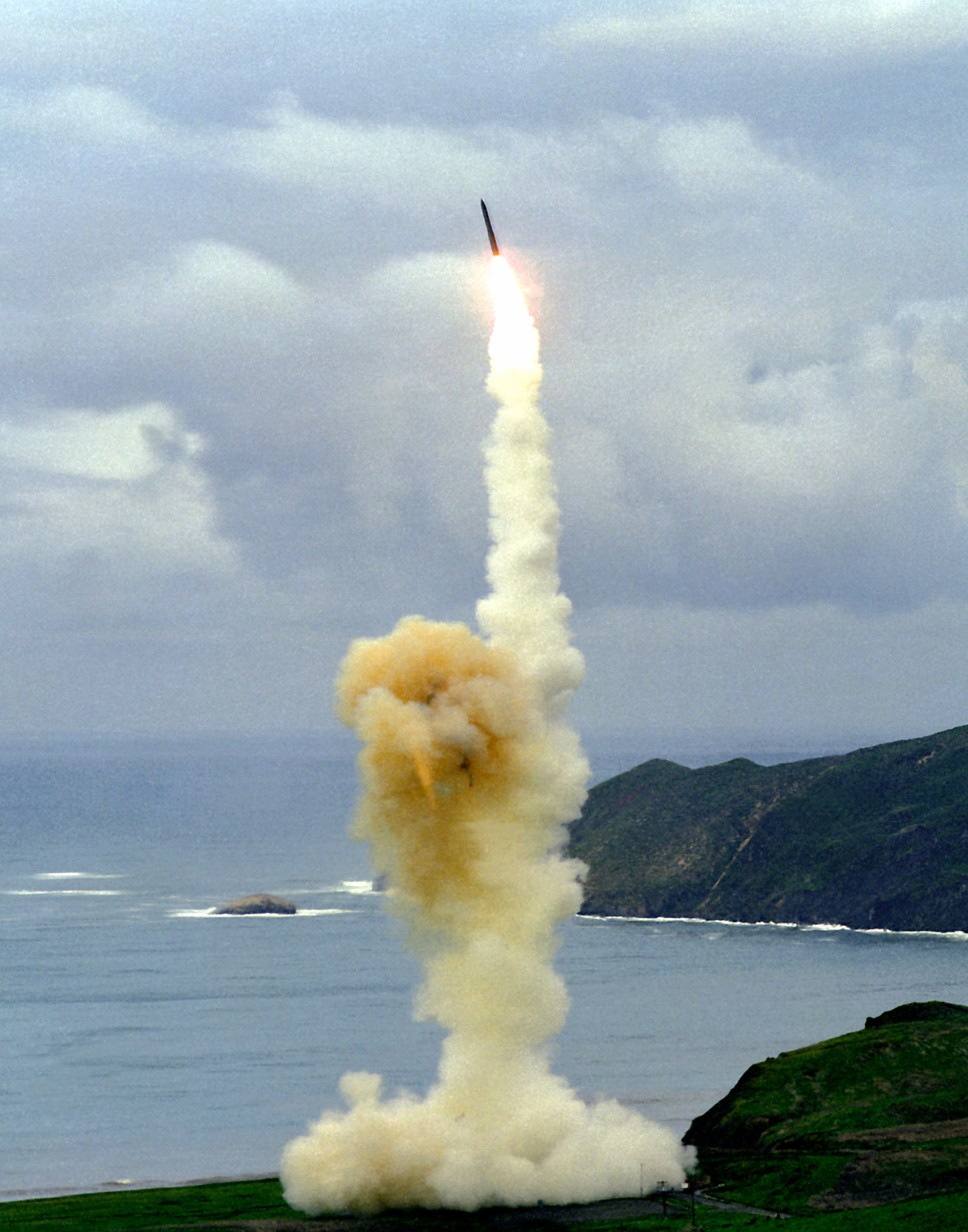
義勇兵3洲際彈道導彈

美国空军主要由空軍部（Department of Air Force）的常备空軍部隊所組成，外加國民警衛隊（俗稱國民兵）的空軍（Air National Guard），由空軍部統管所有美國空軍武力。空軍部包含秘書處（The Secretariat）、參謀部（Air Staff），一级司令部（Major Command）。

### 空軍部
為確保部隊戰備及空軍武力的有效運用，空軍部部長負責該部事務，包括訓練、軍事行動、內部管理、後勤支援及維護，以及空軍成員的福利政策。部長由不具軍人身份的文職人員擔任，總統提名經參議院同意後任命。部長室（The Office of the Secretary）包含首席顧問、審計長、督察長、行政助理、公眾事務主任等數人。

#### 参谋本部
美國空軍参谋本部主要由空军参谋长（Chief of Staff of the Air Force）和空軍部的军事顾问组成，其中包括空军参谋长、副参谋长（Vice Chief of Staff）、助理副参谋长（Assistant Vice Chief of Staff）、总军士长（Chief Master Sergeant）、四个参谋次长（Deputy Chief of Staff）、美国空军軍醫總監（US Air Force Sergeon General）、军法署署长（The Judge Advocate General）、空军预备队长（Chief of the Air Force Reserve）和其它部長认为有必要配署的军民人员。

#### 司令部
美国空军在本土按职能划分，在海外按地域划分，这些单位称为一级司令部，一个司令部指挥空军一支大部队，受美国空军参谋部直轄。各个司令部指挥的部队互相之间互相关联和补充，提供防御、进攻和补给部队。一个作战指挥部包括（部分或整个）战略、战术、太空或防御部队或直接支援这些部队的飞行部队。一支补给指挥部提供补给、武器系统、补给系统、作战补给装备、作战物资、维护、地面运输、培训和训练或特别服务和其它补给部队。美国空军由十一个司令部组成，每個司令部均下設航空隊（下列駐地未標註國名者均駐於美國境內）：
- 空戰司令部（ACC），司令部設於弗吉尼亞州蘭利-尤斯蒂斯聯合基地
  -  第一航空隊，司令部設於佛罗里达州廷德尔空军基地
  -  第九航空隊 ，司令部設於南卡罗莱那州肖空军基地（英语：Shaw Air Force Base）
  -  第十二航空隊，司令部設於亚歷桑那州戴维斯·蒙森空军基地
  -  中央空軍（英语：United States Air Forces Central），司令部設於南卡罗莱那州肖空军基地（英语：Shaw Air Force Base）
  -  空軍作戰中心，司令部設於內華達州內勒斯空軍基地
- 教育訓練司令部（AETC），司令部設於德克薩斯州聖安東尼奧聯合基地
  -  第二航空隊 ，司令部設於密西西比州基斯勒空军基地（英语：Keesler Air Force Base）
  -  第十九航空隊，司令部設於德克薩斯州聖安東尼奧聯合基地
  -  空軍招募中心，司令部設於德克薩斯州聖安東尼奧聯合基地
  -  空軍大學，司令部設於阿拉巴馬州 麥斯維爾空軍基地
  -  第59醫療聯隊（英语：59th Medical Wing），司令部設於德克薩斯州聖安東尼奧聯合基地
- 全球打擊司令部（AFGSC），司令部設於路易斯安那州巴克斯代爾空軍基地（英语：Barksdale Air Force Base）
  -  第八航空隊，司令部設於路易斯安那州巴克斯代爾空軍基地（英语：Barksdale Air Force Base）
  -  第二十航空隊 ，司令部設於怀俄明州华伦空军基地（英语：Francis E. Warren Air Force Base）
- 空軍装备司令部（AFMC），司令部設於俄亥俄州賴特-帕特森空軍基地
  -  太空系統中心（英语：Aeronautical Systems Center），司令部設於俄亥俄州賴特-帕特森空軍基地
  -  空軍測試中心（英语：Air Force Flight Test Center），司令部設於加州愛德華空軍基地
  -  空軍全球後勤支援中心（英语：Air Force Global Logistics Support Center），司令部設於伊利諾州史考特空軍基地（英语：Scott Air Force Base）
  -  空軍核子武器中心（英语：Nuclear Weapons Center），司令部設於新墨西哥州科特蘭空軍基地（英语：Kirtland Air Force Base）
  -  空軍研究實驗室，司令部設於俄亥俄州賴特-帕特森空軍基地
  -  空軍安全輔助中心（英语：Air Force Security Assistance Center），司令部設於俄亥俄州賴特-帕特森空軍基地
  -  空軍武器中心（英语：Air Armament Center），司令部設於佛羅里達州埃格林空軍基地
  -  阿諾德工程發展中心（英语：Arnold Engineering Development Center），位於田納西州阿諾德空軍基地（英语：Arnold Air Force Base）
  -  電子系統中心（英语：Electronic Systems Center），司令部設於麻薩諸塞州漢斯科姆空軍基地（英语：Hanscom Air Force Base）
- 空軍預備役司令部（AFRC），司令部設於乔治亚州罗宾斯空军基地
  -  第四航空隊 ，司令部設於加州三月空軍預備基地（英语：March Air Reserve Base）
  -  第十航空隊，司令部設於德克薩斯州海空军联合预备基地（英语：Naval Air Station Joint Reserve Base Fort Worth）
  -  第二十二航空隊，司令部設於乔治亚州多宾斯空军预备基地（英语：Dobbins Air Reserve Base）
  -  空軍預備人員中心，司令部設於科羅拉多州柏克萊空軍基地（英语：Buckley Air Force Base）
- 空軍特種作戰司令部（AFSOC），司令部設於佛罗里达州哈爾伯特飛行場（英语：Hurlburt Field）
  -  特別任務訓練基地，司令部設於佛罗里达州哈尔伯特营地（英语：Hurlburt Field）
- 空軍機動司令部（AMC），司令部設於伊利諾州史考特空軍基地（英语：Scott Air Force Base）
  -  第十八航空隊，司令部設於伊利諾州史考特空軍基地（英语：Scott Air Force Base）
  -  美國空軍遠征中心（英语：United States Air Force Expeditionary Center），司令部設於新澤西州麥瓜爾-迪克斯-萊克赫斯特聯合基地（英语：Joint Base McGuire-Dix-Lakehurst）
- 駐歐空軍（USAFE），司令部設於德國拉姆施泰因空軍基地
  -  第三航空隊，司令部設於德國拉姆施泰因空軍基地
- 太平洋空軍（PACAF），司令部設於夏威夷珍珠港-希卡姆聯合基地
  -  第五航空隊，司令部設於日本横田空军基地
  -  第七航空隊 ，司令部設於韓國乌山空军基地
  -  第十一航空隊 ，司令部設於阿拉斯加埃尔门多夫-理察遜聯合基地（英语：Joint Base Elmendorf-Richardson）
- 空軍國民警衛隊（ANG）
  -  空軍國民警衛隊預備中心（英语：Air National Guard Readiness Center），司令部設於馬里蘭州安德魯斯聯合基地
  -  I.G.布朗空軍國民警衛隊訓練及教育中心（英语：I.G. Brown Air National Guard Training and Education Center），司令部設於田納西州麥基爾泰臣空軍國民警衛隊基地（英语：McGhee Tyson Air National Guard Base）

第15和第21航空隊本来有編號，但改编为第18航空隊下的远征机动特遣队。第15远征机动特遣队驻在加州的特拉维斯空军基地，第21远征机动特遣队驻在新泽西州的迈克奎尔空军基地。
过去每个航空隊有两个以上航空师（air division），航空師底下又由两个以上联队组成，但該級單位在1980年代後撤销。

#### 联队
联队是编号空军下属的指挥层。一个联队约有一千到五千人，它可以完成一个相当大规模的任务。它有维持装备的任务，其下可有数个大队和中队。一个联队可以是一个作战联队、一个空军基地联队或一个特别任务联队。

##### 作战联队
一个作战联队有作战单位和相关的作战任务。假如一个作战联队正在完成它所驻的基地的首要任务，那么它一般也维持和运行该基地。此外一个作战联队在它的行动地区可以自给，在必需情况下可以完成维修、供给和提供弹药的任务。假如一个作战联队客居一个基地的话，那么该基地的指挥必须相它提供必要的基地和后勤支援。

##### 空军基地联队
一些没有作战联队的基地拥有空军基地联队。空军基地联队主要起援助作用，它维持和运行一个空军基地。一般一个空军基地联队为一个主司令部的总部提供服务工作。以下為聯隊列表，但請注意，部份聯隊空缺機型資料，如果你知道，請編輯以填寫。
| 联队              | 驻地                                   | 司令部               | 机型 |
| ----------------- | -------------------------------------- | -------------------- | --- |
| 第2轰炸机联队     | 美国路易斯安那州，巴克斯达尔空军基地   | 空军作战司令部       | B-52同温层堡垒战略轰炸机                                                                                |
| 第5轰炸机联队     | 美国北达科他州，米诺特空军基地         | 空军作战司令部       | B-52同温层堡垒战略轰炸机                                                                                |
| 第91航天联队      | 美国北达科他州，米诺特空军基地         |                      | 民兵3型固态燃料火箭                                                                                     |
| 第15空運联队      | 美国夏威夷州，希卡姆空军基地           | 美国太平洋空军       | C-17运输机                                                                                              |
| 第18联队          | 日本沖繩縣，嘉手納空军基地             | 美国太平洋空军       | F-15鷹式戰鬥機、F-22猛禽戰鬥機                                                                          |
| 第1战斗机联队     | 美国弗吉尼亚州，兰利空军基地           | 空军作战司令部       | F-15鷹式戰鬥機、F-22A猛禽战斗机                                                                         |
| 第21航天联队      | 美国科罗拉多州，彼得森空军基地         | 空军航天司令部       | 人造卫星                                                                                                |
| 第28轰炸机联队    | 美国南达科他州，艾埃尔斯沃思空军基地， | 空军作战司令部       | B-1槍騎兵戰略轟炸機                                                                                     |
| 第30航天联队      | 美国加利福尼亚州，范登堡空军基地       | 空军航天司令部       | 三角洲二號運載火箭,擎天神五號運載火箭,獵鷹九號運載火箭,三角洲四號運載火箭,牛頭怪運載火箭,金牛座運載火箭 |
| 第305空军机动联队 | 美国新泽西州，迈克奎尔空军基地         | 空军机动司令部       | KC-10补充者空中加油机、C-17運輸機                                                                       |
| 第319空中加油联队 | 美国北达科他州，格兰德·弗克斯空军基地  | 空军机动司令部       | KC-135同温层空中加油机                                                                                  |
| 第34培训联队      | 美国科罗拉多州，美国空军学院           |                      | 军官培训                                                                                                |
| 第347营救联队     | 美国乔治亚州，莫地空军基地             | 空军作战司令部       | HH-60黑鹰直升机                                                                                         |
| 第355联队         | 美国亚利桑那州，戴维斯·蒙森空军基地    | 空军作战司令部       | HH-60黑鹰直升机、C-130大力士运输机、A-10雷電II疣豬攻擊機                                                |
| 第36联队          | 關島，安德森空军基地                   | 美国太平洋空军       | B-52同温层堡垒战略轰炸机                                                                                |
| 第375空运联队     | 美国伊利諾州，斯格特空军基地           | 空军机动司令部       | |
| 第376空军远征联队 | ，比什凯克                             | 空军作战司令部       | |
| 第39空军基地联队  | 土耳其，因瑟利克空軍基地，             | 空军作战司令部       | |
| 第42空军基地联队  | 美国阿拉巴马州，麦克斯威尔空军基地，   | 空军培训和训练司令部 | C-130大力士运输机                                                                                       |
| 第412试飞联队     | 美国加利福尼亚州，愛德華空軍基地       |                      | 是美國空軍重要的試飛基地之一，由於涉及國防機密，所以基地的保密程度相當高，並沒有透露機種                |
| 第436空运联队     | 美国特拉华州，多佛空军基地             | 空军机动司令部       | C-5银河运输机                                                                                           |
| 第49战斗机联队    | 美国新墨西哥州，何罗曼空军基地         | 空军作战司令部       | F-22A猛禽战斗机                                                                                         |
| 第50航天联队      | 美国科罗拉多州，谢里佛空军基地         | 空军航天司令部       | 人造卫星                                                                                                |
| 第509轰炸机联队   | 美国密苏里州，怀特曼空军基地           | 空军作战司令部       | B-2幽灵隐形战略轰炸机                                                                                   |
| 第552空军控制联队 | 美国俄克拉荷马州，廷克空军基地         | 空军作战司令部       | E-3空中預警機                                                                                           |
| 第57联队          | 美国内华达州，内利斯空军基地           | 空军作战司令部       | KC-135空中加油机、MQ-9收割者偵察機、F-22猛禽戰鬥機、F-35閃電II戰鬥機                                    |
| 第6空军机动联队   | 美国佛罗里达州，迈克迪尔空军基地，     | 空军机动司令部       | KC-135同温层空中加油机                                                                                  |
| 第60空中机动联队  | 美国加利福尼亚州，曲拉维斯空军基地     | 空军机动司令部       | C-5银河运输机、KC-10补充者空中加油机                                                                    |
| 第62空运联队      | 美国华盛顿州，麦科德空军基地，         | 空军机动司令部       | C-17运输机                                                                                              |
| 第66空军基地联队  | 美国马萨诸塞州,汉斯科姆空军基地        |                      | |
| 第72空军基地联队  | 美国俄克拉荷马州，廷克空军基地         | 空军机动司令部       | |
| 第90航天联队      | 美国爱荷华州，华伦空军基地             | 空军航天司令部       | 民兵3型固态燃料火箭、洲际弹道导弹                                                                       |
| 第939营救联队     | 美国俄勒冈州，波特兰                   |                      | HH-60黑鹰直升机、C-130大力士运输机                                                                      |
| 第99空军基地联队  | 美国内华达州，内利斯空军基地           | 空军作战司令部       | 負責監督內利斯空軍基地的日常基地運營和任務支持職務                                                      |
| 第314空运联队     | 美国阿肯色州，岩城空军基地             | 空军机动司令部       | C-130大力士运输机                                                                                       |

一个联队由有不同责任的大队组成。一个大队由数个中队组成。每个中队有其各自的责任，每个中队有一种机种和两架以上飞机。

#### 其它空军组织
| 联队                     | 驻地                              | 司令部         |
| ------------------------ | --------------------------------- | -------------- |
| 空军技术学院             | 美国爱荷华州，赖特-帕特森空军基地 |                |
| 空军土木工程支援机构     | 美国佛罗里达州，廷德尔空军基地    |                |
| 空战中心                 | 美国内华达州內黎空軍基地          | 空军作战司令部 |
| 俄克拉荷马市空军後勤中心 | 美国俄克拉荷马州，廷克空军基地    | 空军机动司令部 |
| 空军运动战中心           | 美国新泽西州，迪克斯堡            |                |

### 战时组织
以上描写的组织方式是和平时期的组织、装备和战时准备、训练的组织方式。战时美国国家司令部将参战的部队的指挥权从它们和平时期的组织层转交给作战总司令。

#### 空军航空航天远征军特遣部队
战时部队的最高层是空军航空航天远征军特遣部队，空军航空航天远征军特遣部队是空军向作战总司令提供的空军部队。其总部是一个空军作战总部，这个作战总部帮助总司令计划和执行空战支援。每个作战总部由一个空军部队指挥官、空军部队参谋和空战中心组成。作战总部帮助协调联合部队指挥官在其责任范围内布署空军部队。

#### 空军部队指挥官
空军部队指挥官负责帮助联合部队总司令布署空军部队，他有一个特别参谋部和一个参谋部来帮助他命令或组织必要的部队，保证它们的武装和训练来保障完成作战任务。

#### 空战中心
空战中心是空军部队指挥官的情报(intelligence)中心。这个中心的任务是协助联合部队指挥官来计划和完成空军任务。

#### 空军远征联队、大队和中队
空军航空航天远征军特遣部队由空军远征联队或大队组成。这些部队从各空军主司令部获得它们的作战部队，战后将这些部队归还给各空军主司令部。战区空军控制系统负责在作战过程中布署这些部队。

## 裝備

### 航空
| - B-1B戰略轟炸機 - B-2A戰略轟炸機 - B-21戰略轟炸機 - B-52H戰略轟炸機 - A-10C攻擊機 - F-15C/D戰鬥機 - F-15E戰鬥機 - F-15EX戰鬥機 - F-16C/D戰鬥機 - QF-16A/C無人機 - F-22A戰鬥機 - F-35A戰鬥機 - YFQ-42 - YFQ-44 - F-47戰鬥機 - F-117攻擊機 - AC-130J空中砲艇 - OA-1K攻擊機 - CV-22B傾轉旋翼機 - MC-130J | - E-2D空中預警機 - E-3B/G空中預警機 - E-4B國家空中指揮中心 - E-9A遙測中繼飛機 - E-11A - EA-37B - EC-130H/J - MQ-9無人機 - P-9A巡邏機 - RC-135S/U/V/W偵察機 - RQ-4B偵察機 - RQ-170偵查機 - RQ-180偵察機 - TC-135W教練機 - TU-2S教練機 - U-2S偵察機 - WC-135R核偵察機 - HC-130J - KC-46A空中加油機 - KC-135R/T空中加油機 - 下一代空中加油系統 - C-5M運輸機 - C-12C/D/F/J運輸機 - C-17A運輸機 - C-21A運輸機 | - C-32A/B - C-37A - C-37B運輸機 - C-40B/C运输机 - C-130H運輸機 - C-130J運輸機 - C-144運輸機 - C-146A運輸機 - LC-130H - VC-25A - HH-60G/U/W直升機 - MH-139直升機 - TH-1H教練機 - UH-1N直升機 - T-1A教練機 - A-29攻擊機 - T-6A教練機 - T-7A教練機 - T-38A/B/C教練機 - T-41教練機 - T-51 - T-53 - TG-15 - TG-16 - TG-17 - UV-18B |

注：下表統計時間為2023年9月30日時。
美國空軍部分現役軍機照片集錦

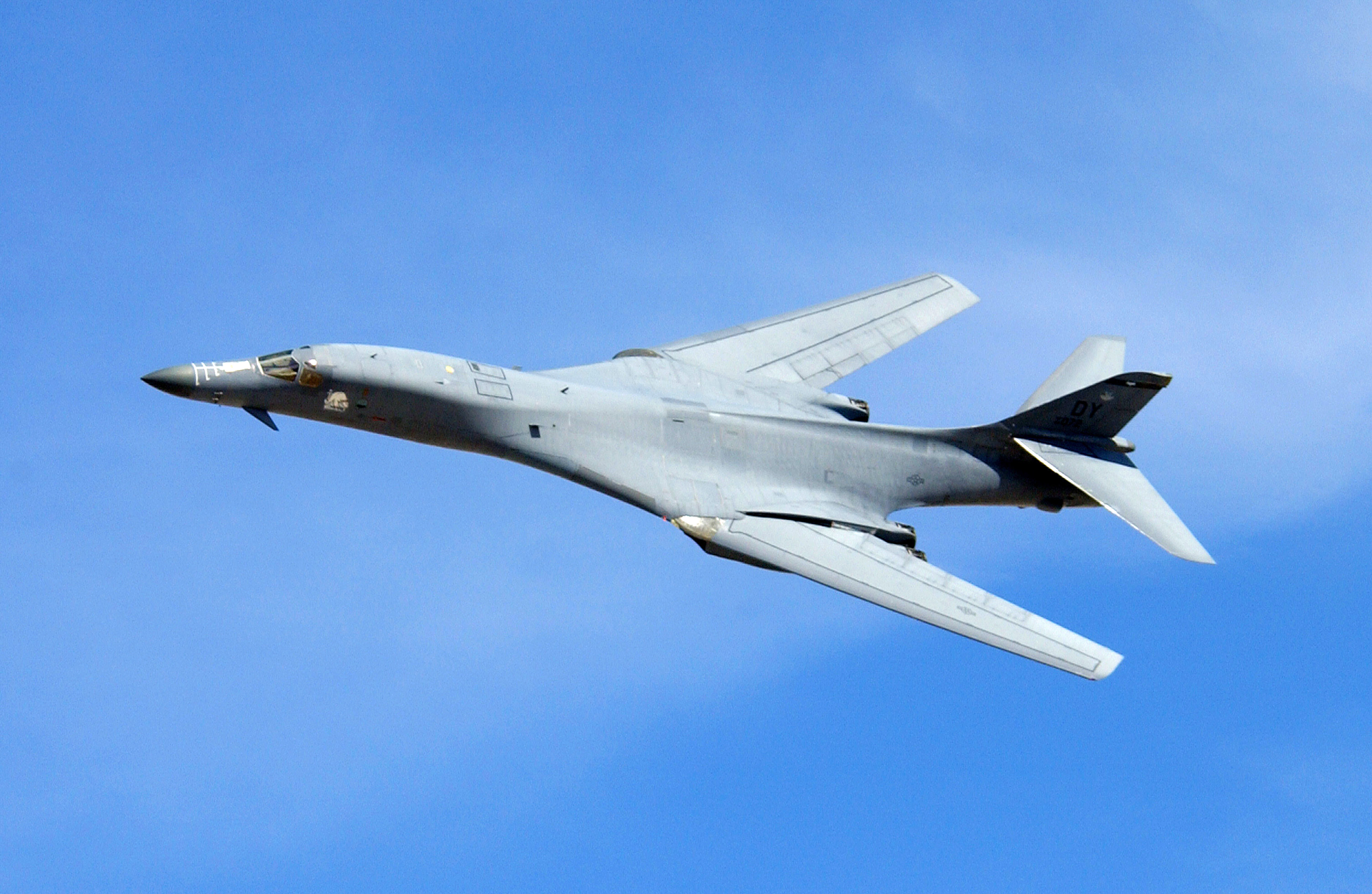
B-1B槍騎兵戰略轟炸機
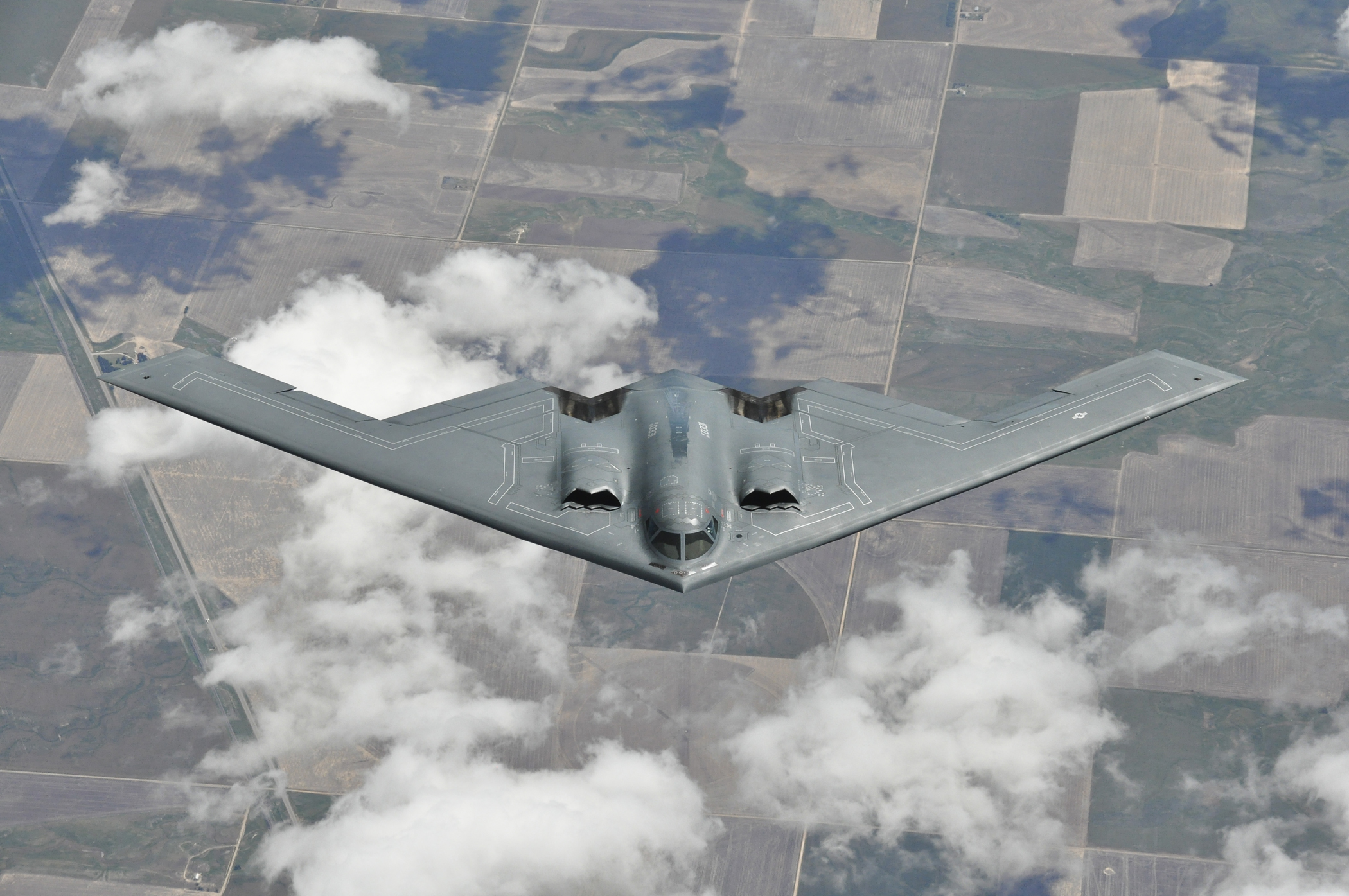
B-2A幽灵隐形战略轰炸机
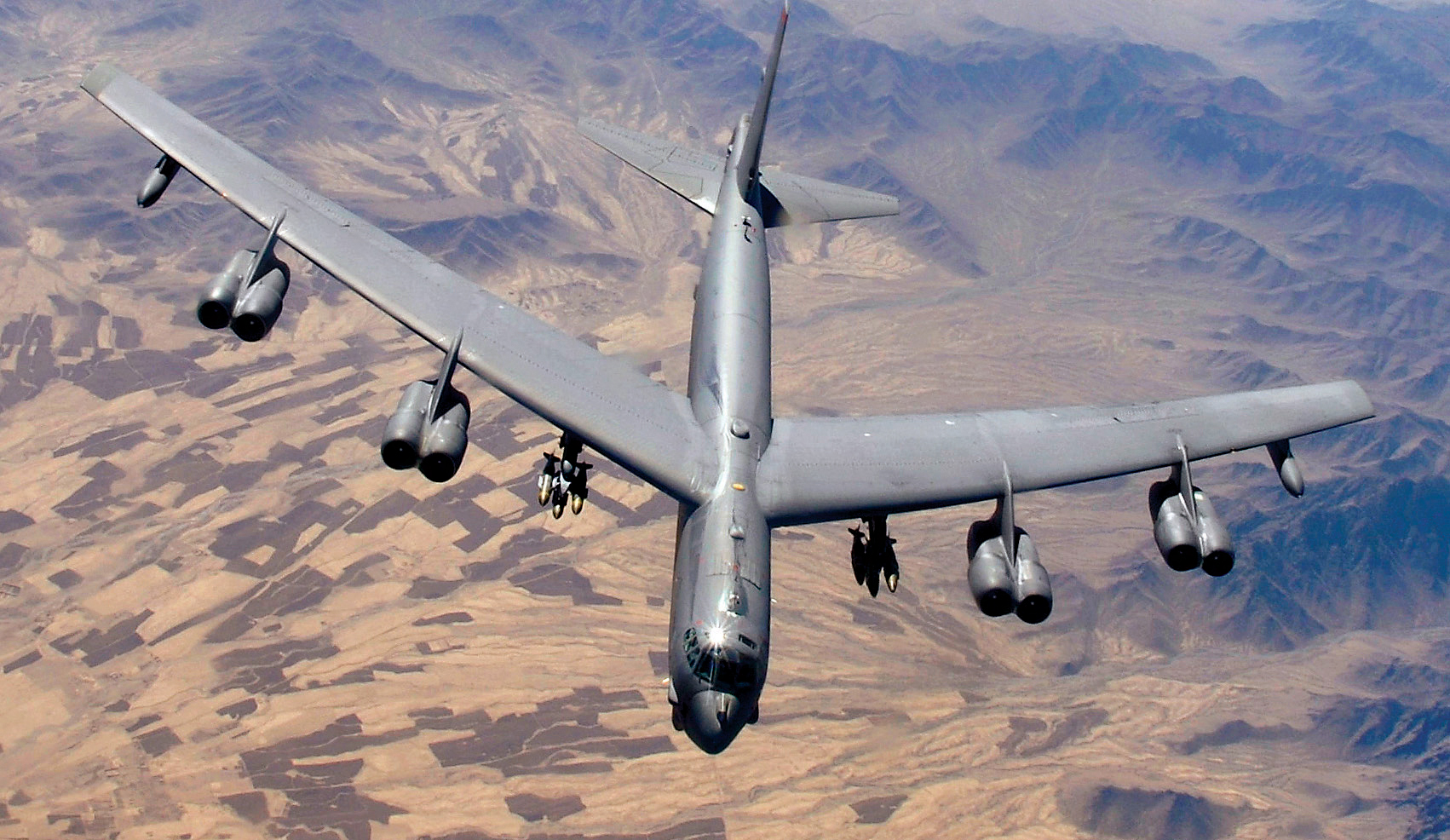
B-52H同溫層堡壘戰略轟炸機
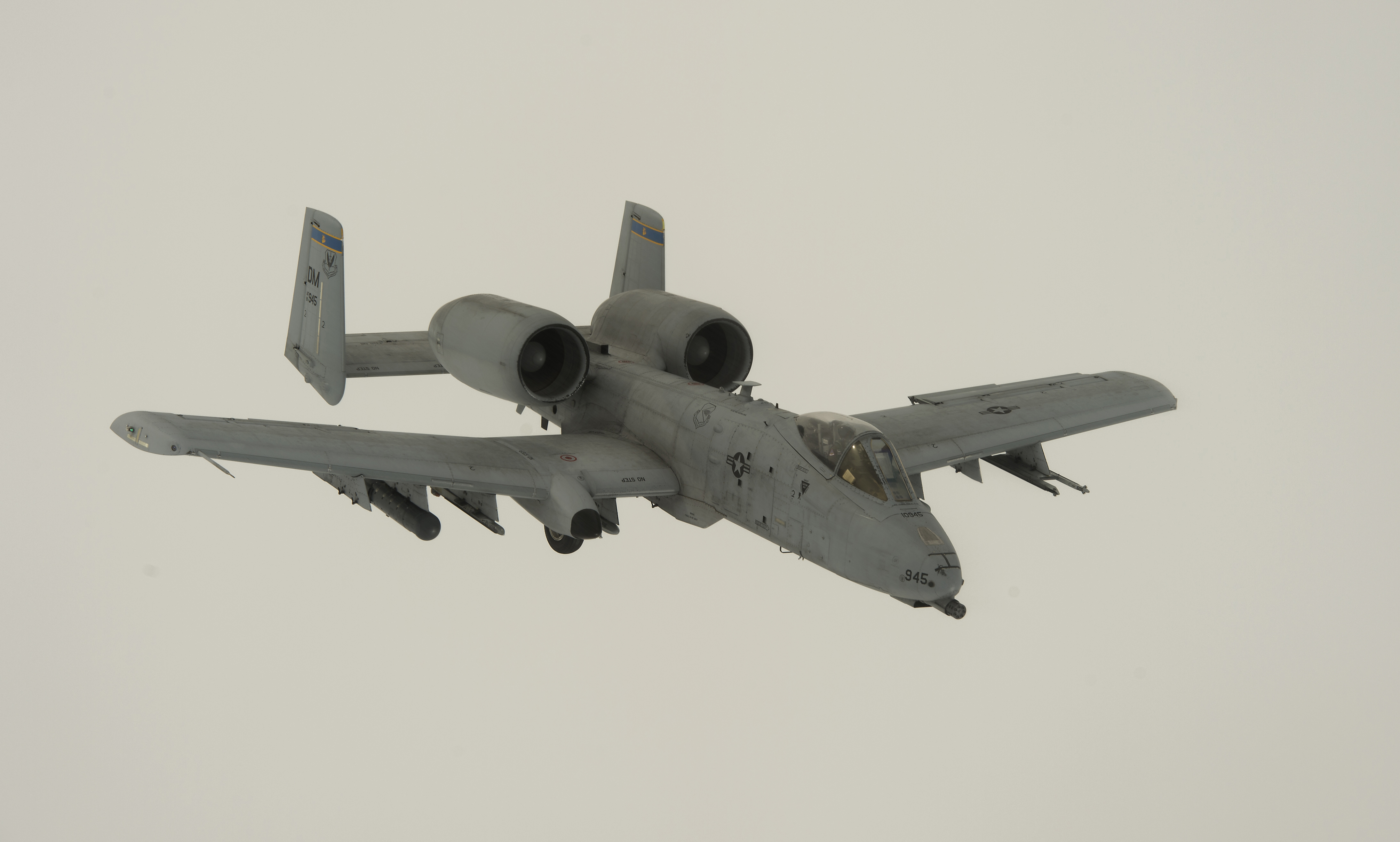
A-10C雷霆II式攻擊機
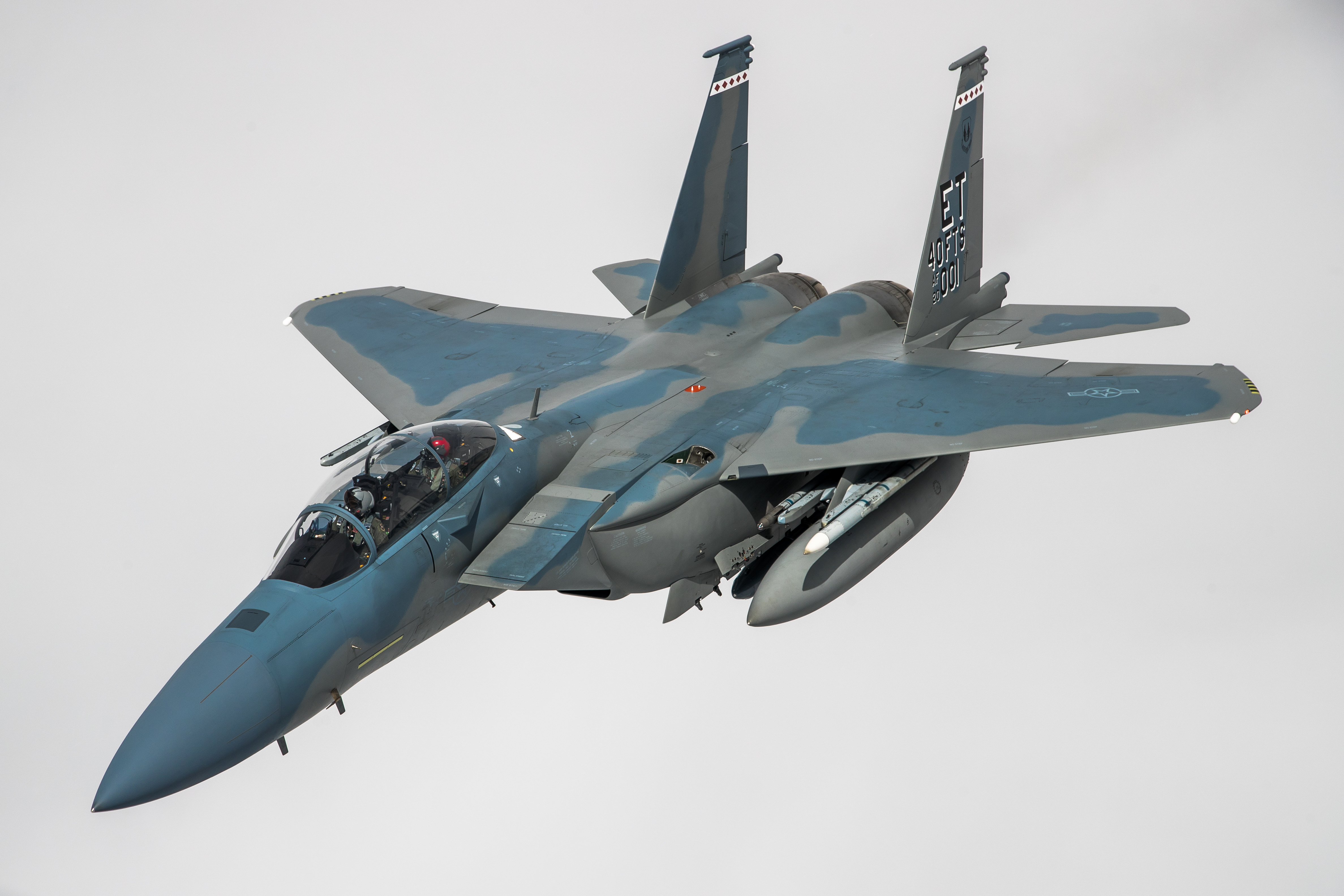
F-15EX鷹II式戰鬥機
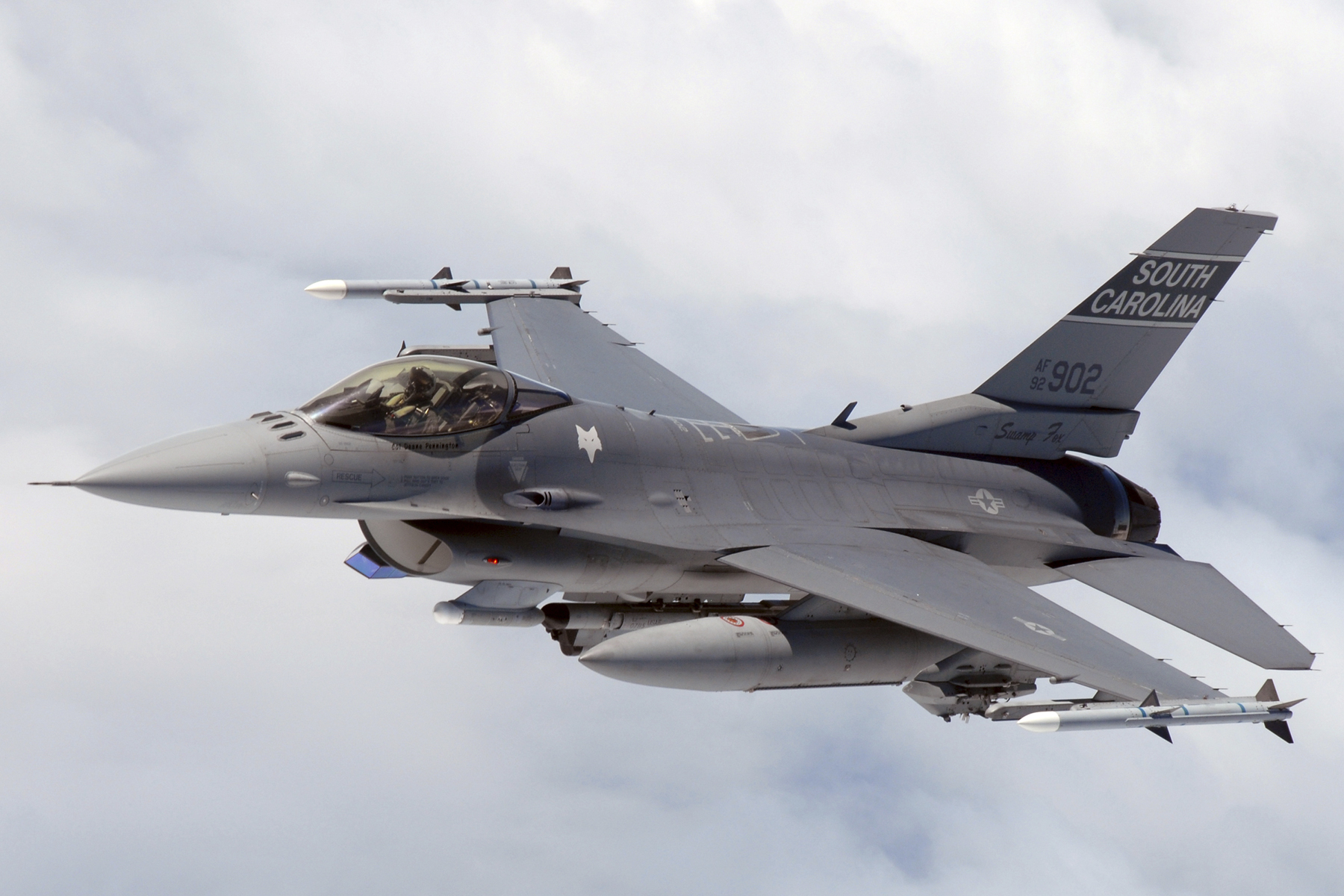
F-16C戰隼戰鬥機
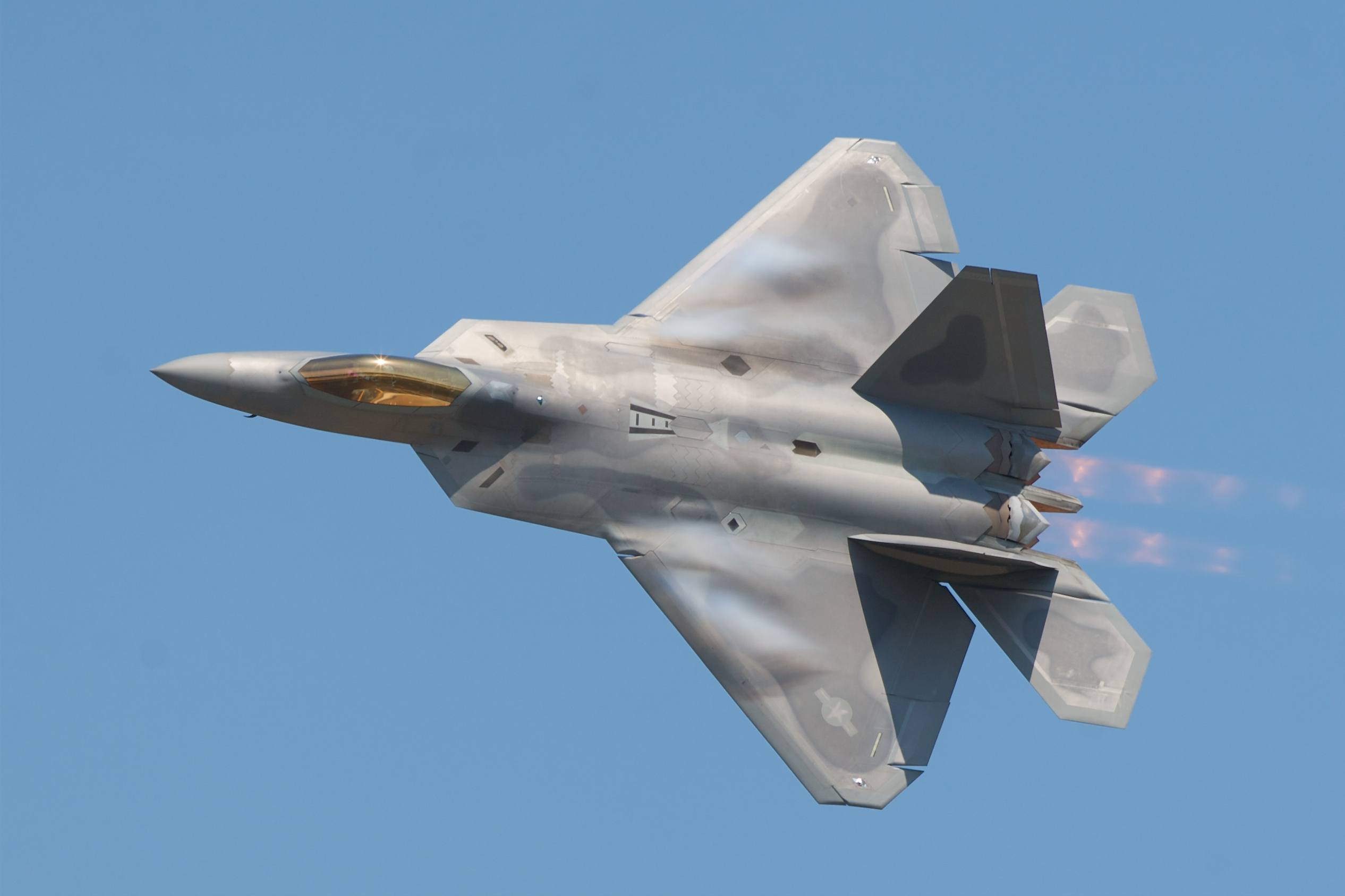
F-22A猛禽戰鬥機
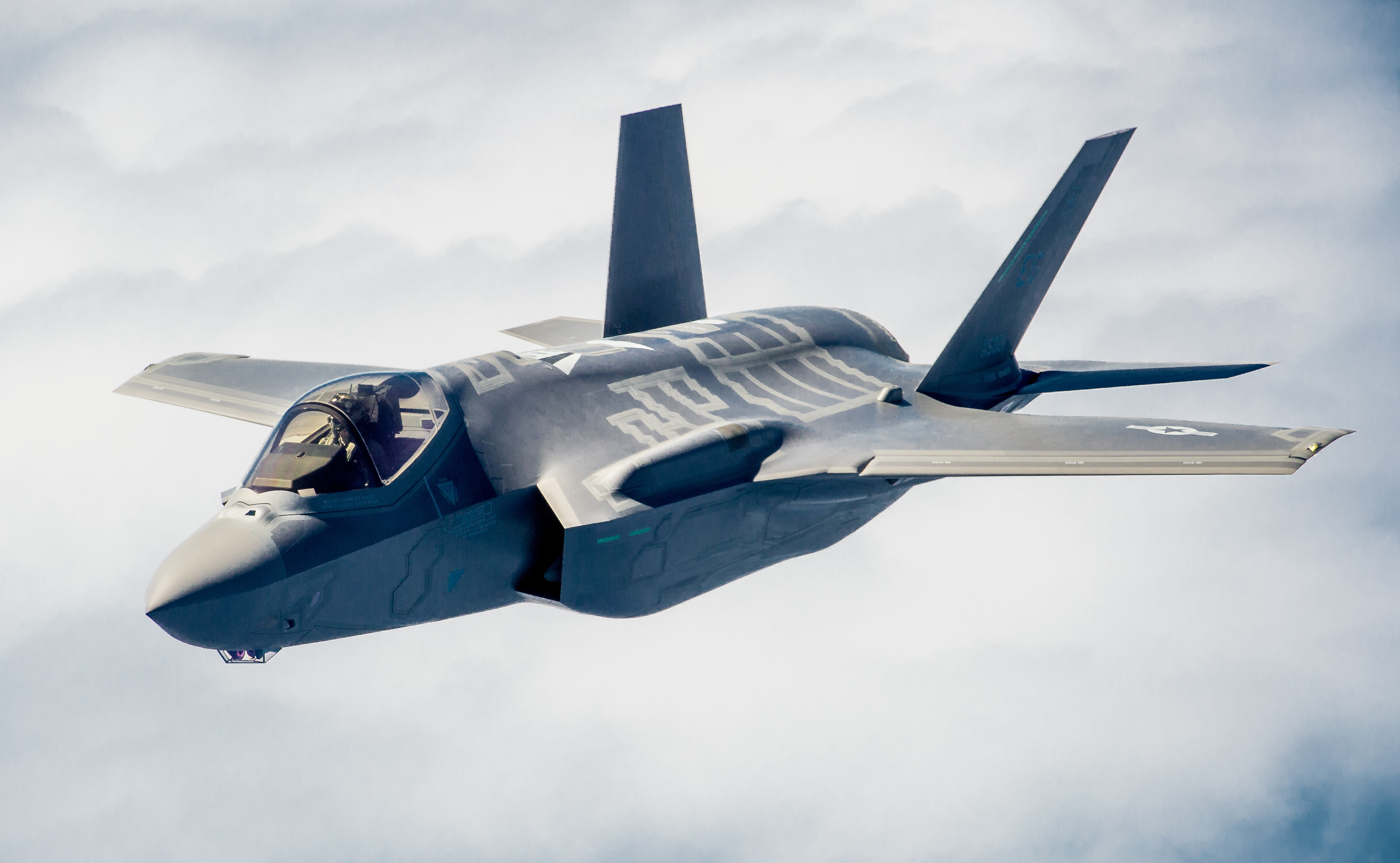
F-35A閃電II攻擊戰鬥機
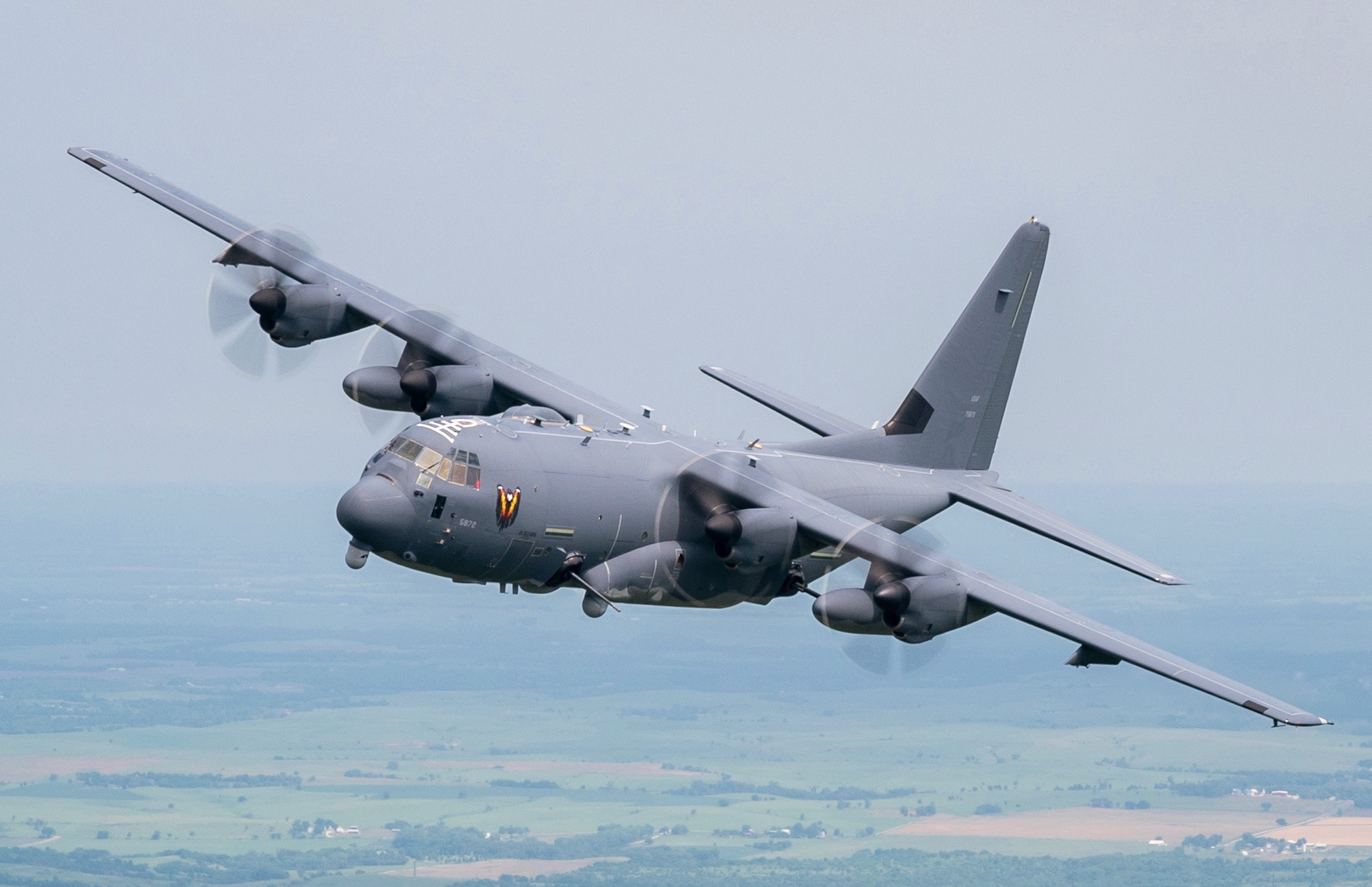
AC-130J幽靈騎士空中砲艇
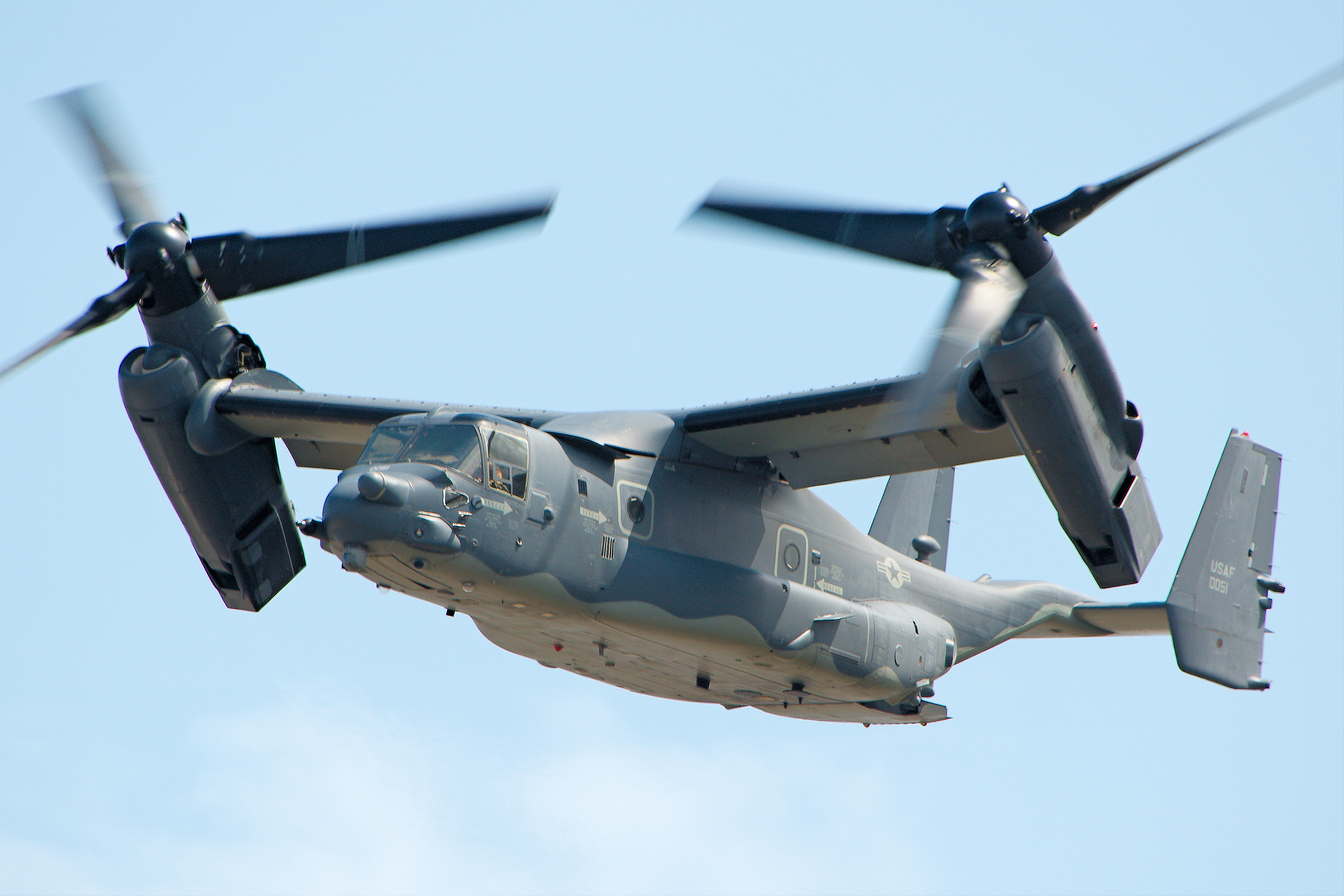
CV-22B魚鷹式傾轉旋翼機
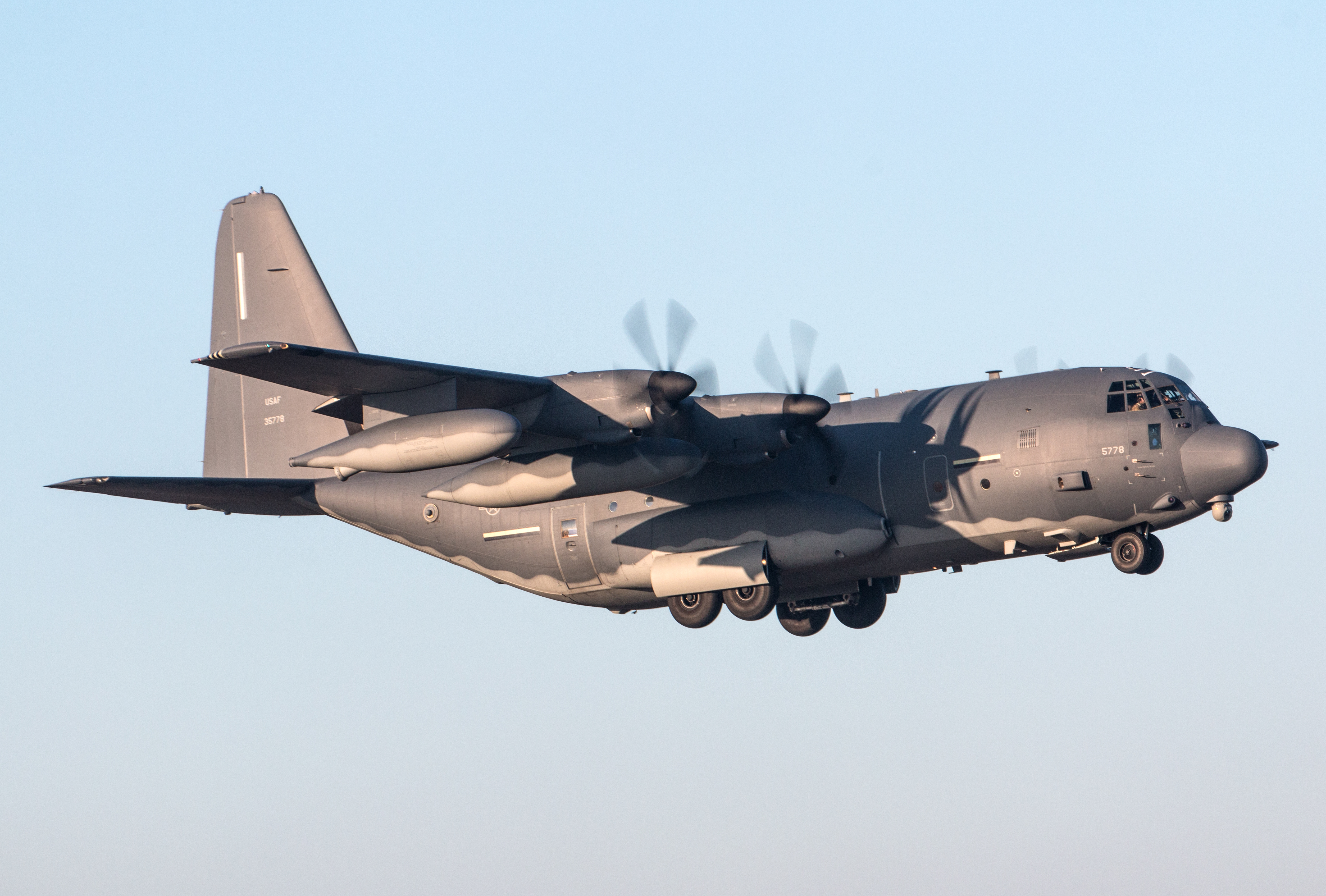
MC-130J戰鬥影II特種戰鬥飛機
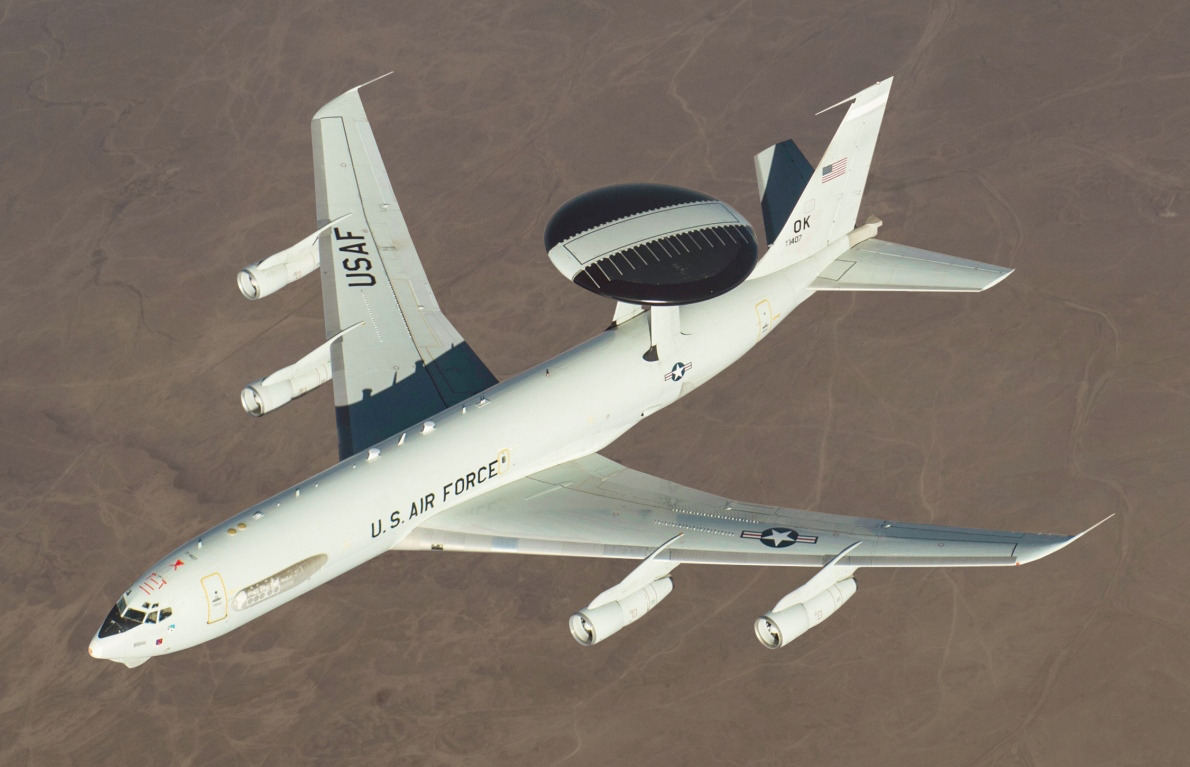
E-3哨兵式空中預警機
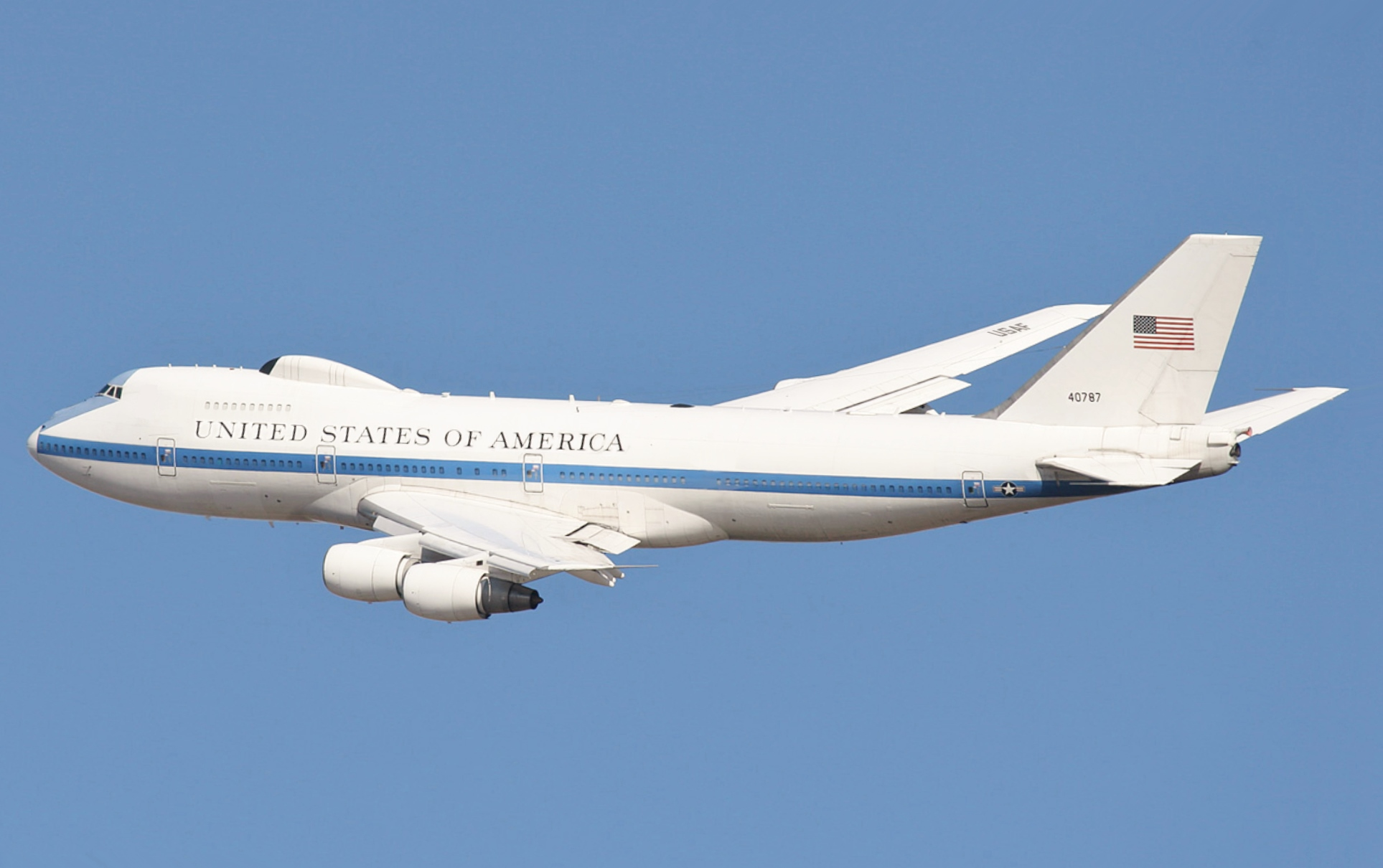
E-4B守夜者國家空中指揮中心
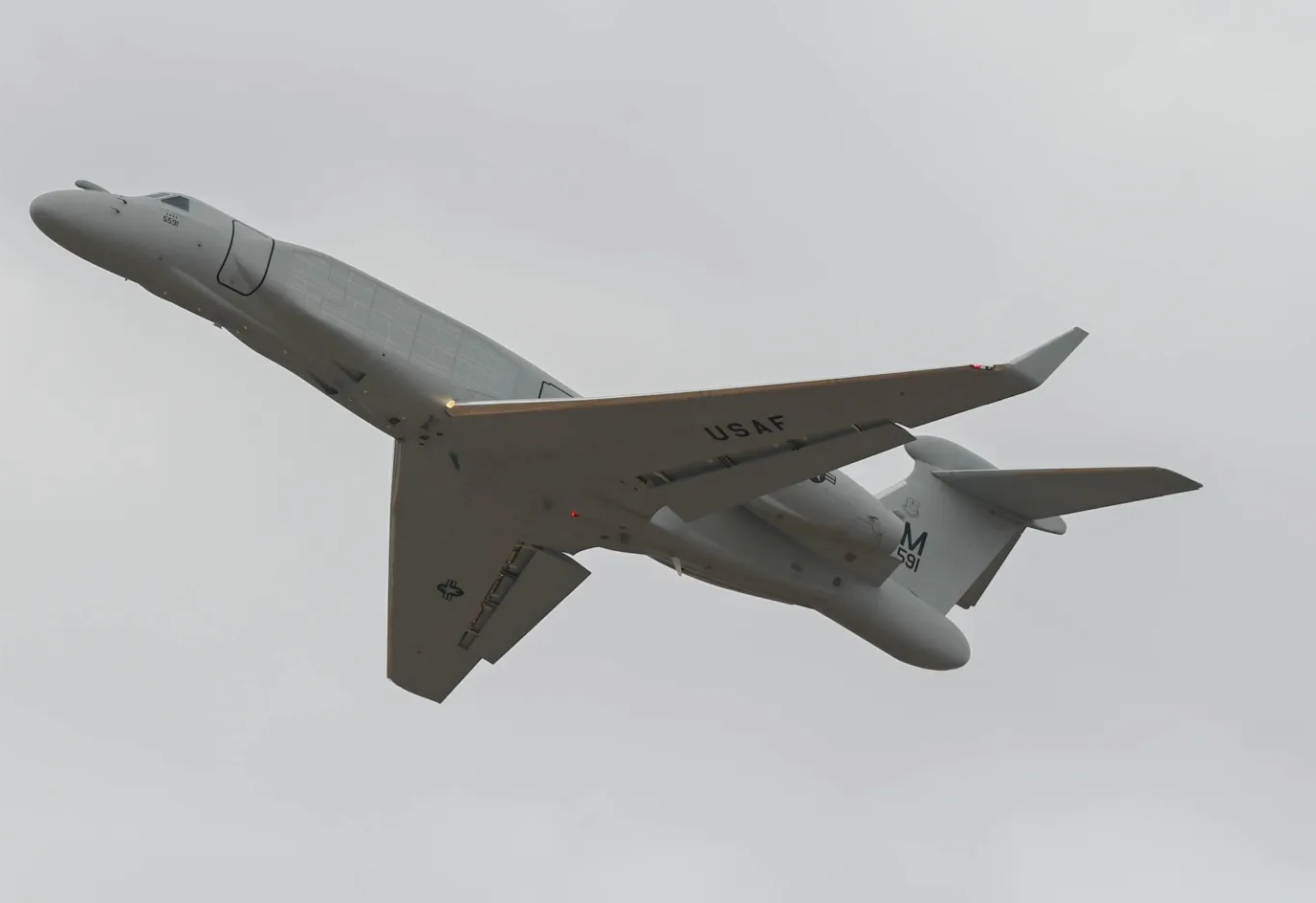
EA-37B羅盤呼叫電戰機
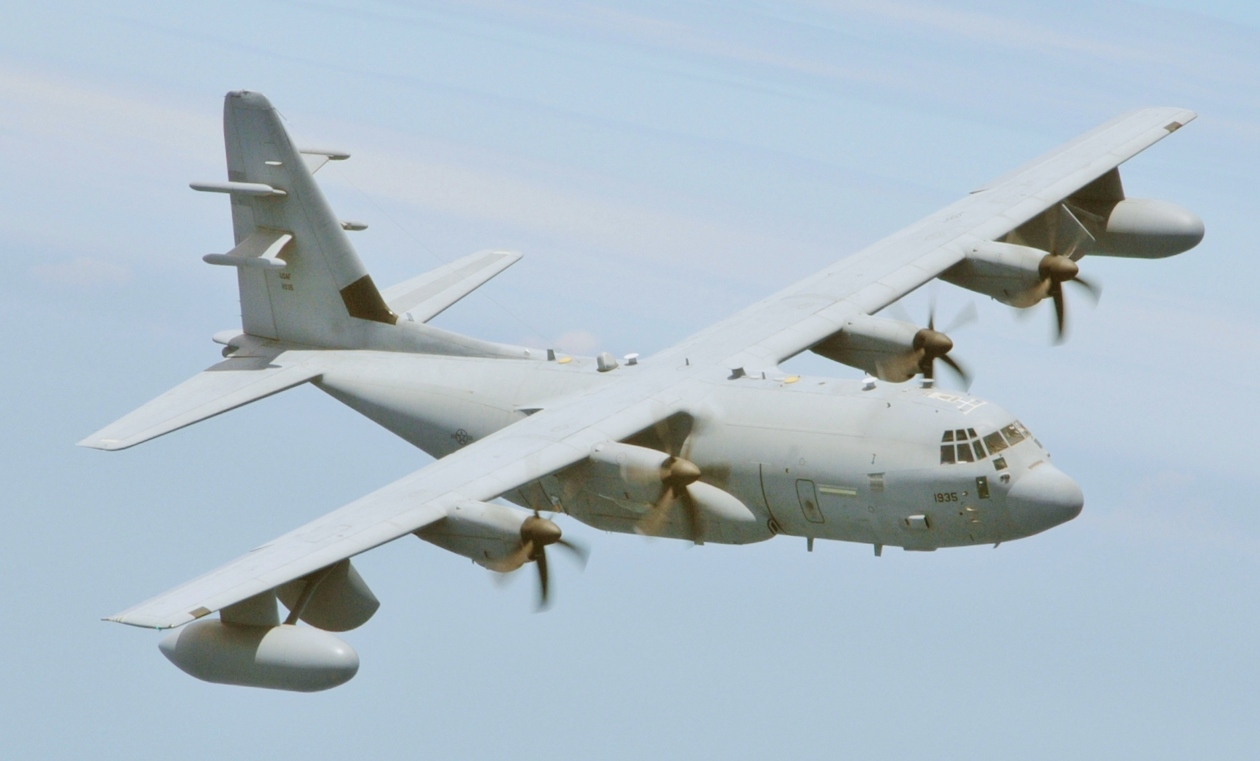
EC-130J突擊隊獨奏電戰機
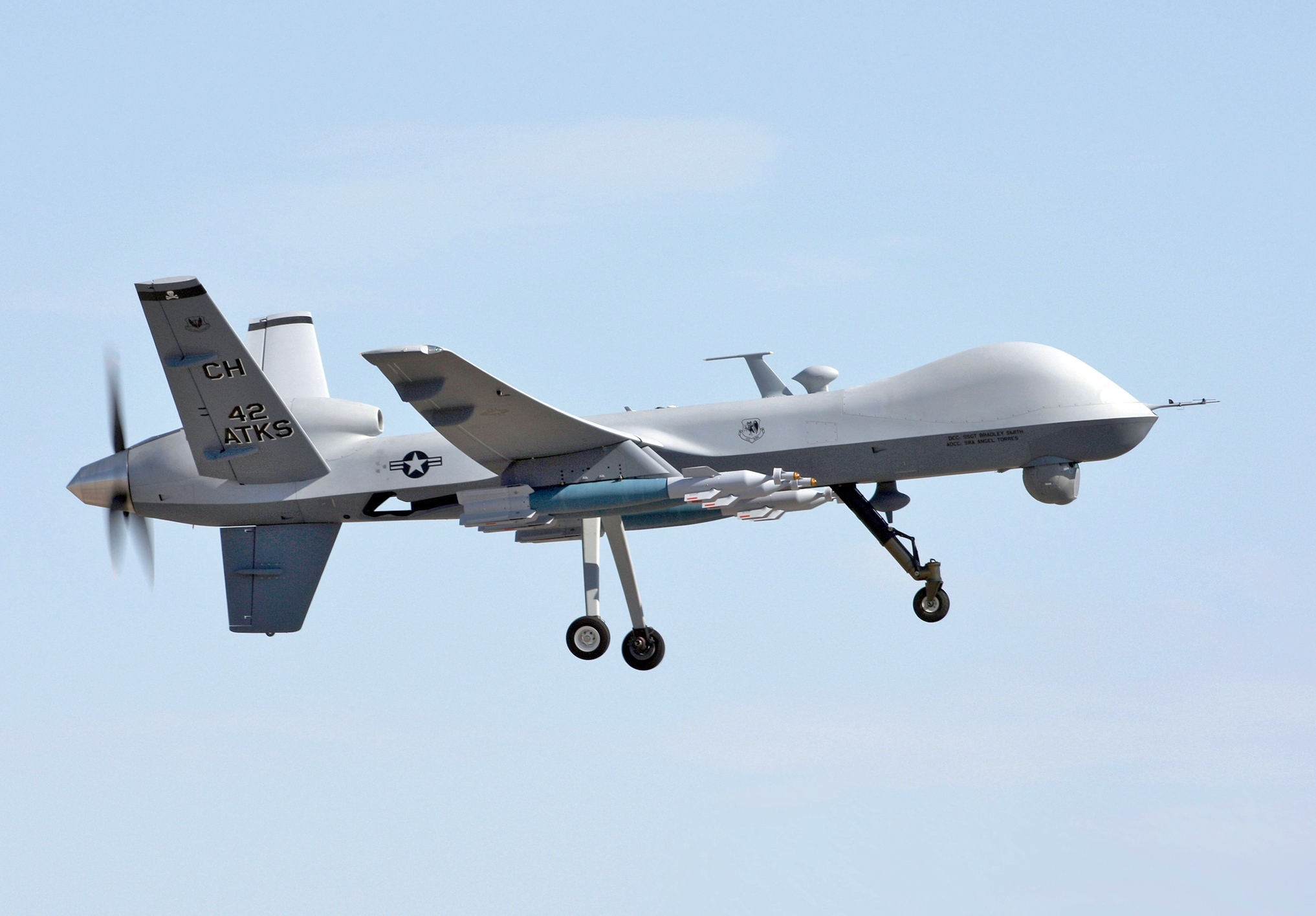
MQ-9收割者無人機
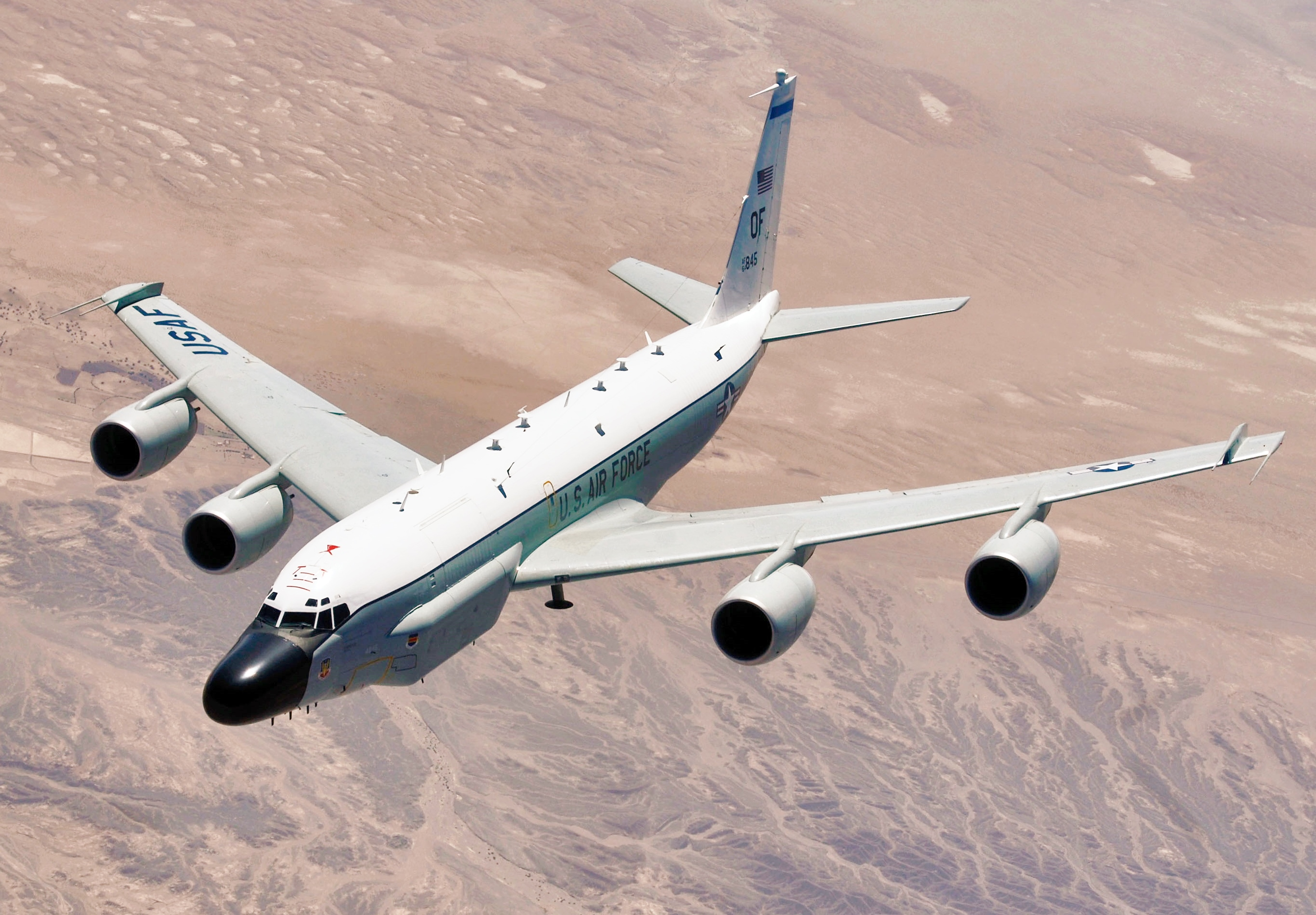
RC-135鉚接偵察機
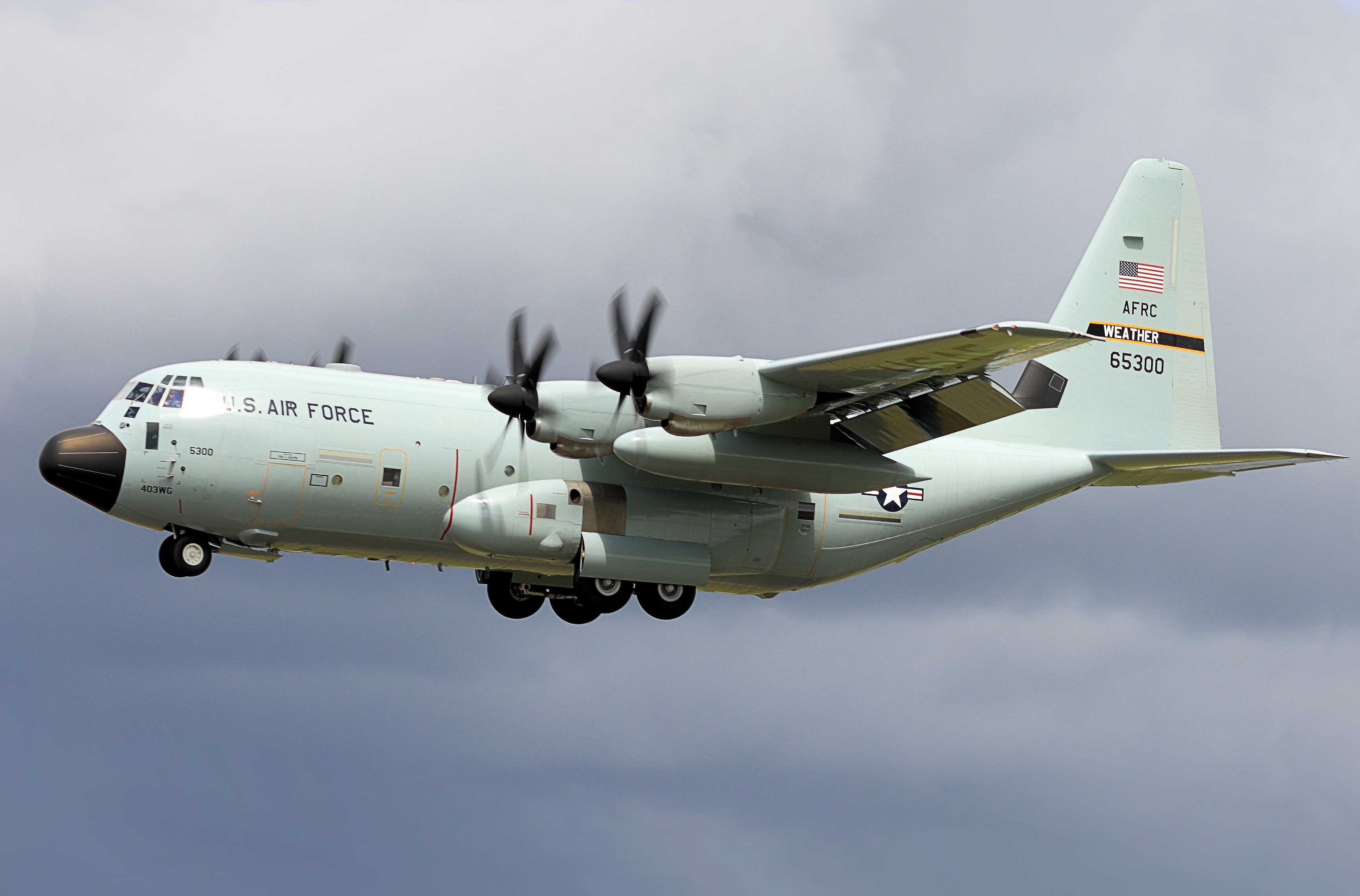
WC-130J颶風獵人氣象偵察機
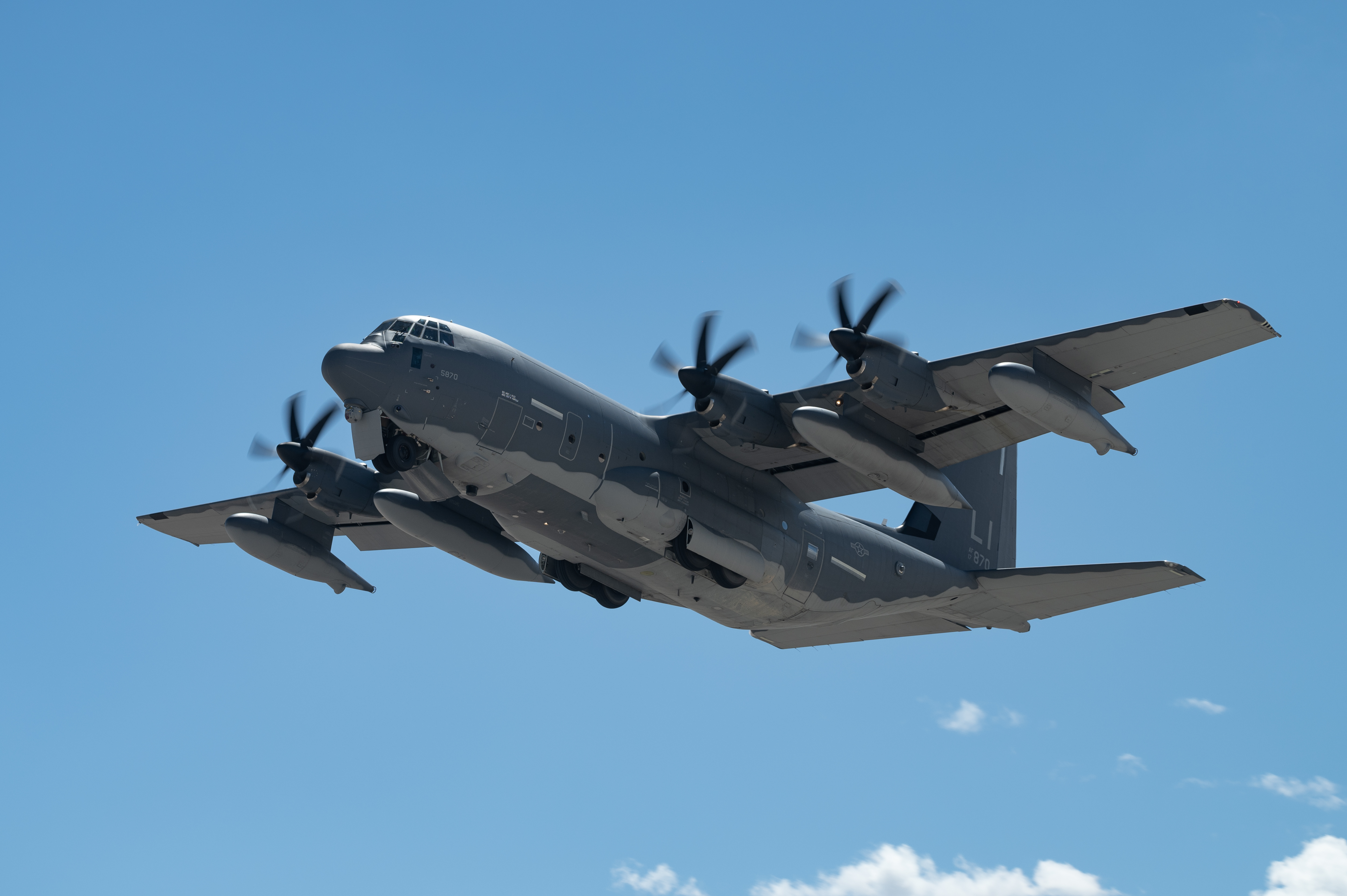
HC-130J格鬥王II空中加油機
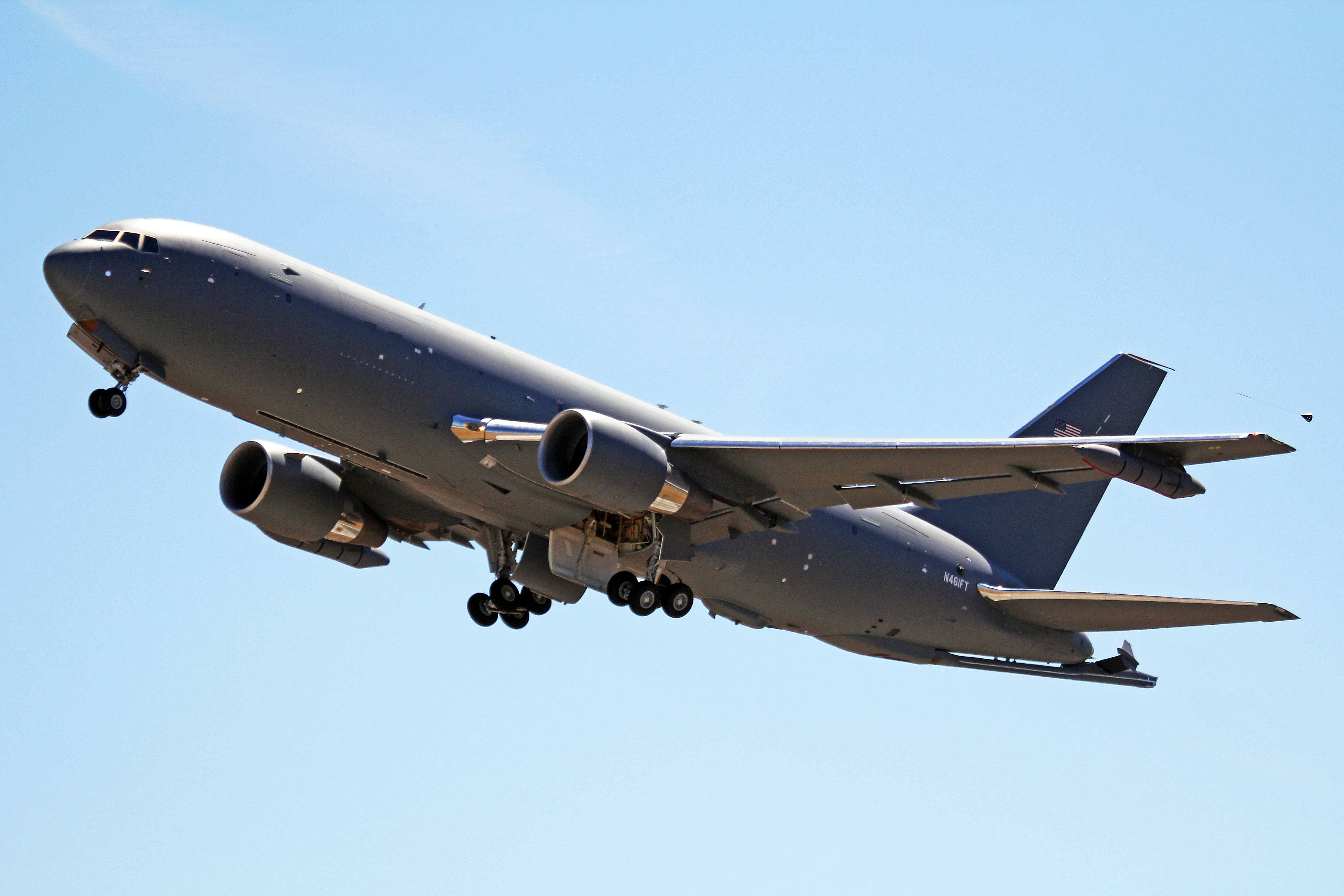
KC-46A飛馬空中加油機
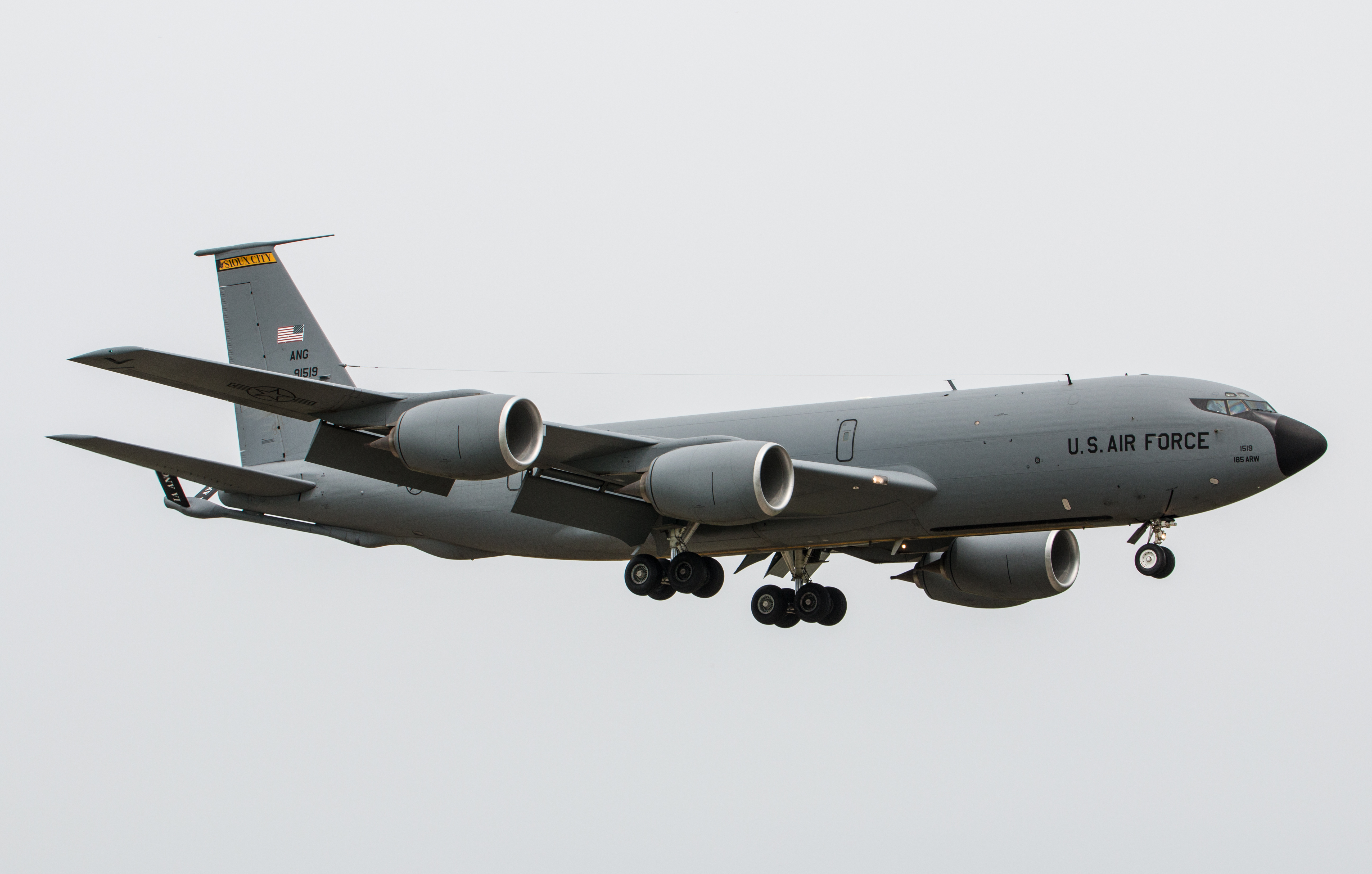
KC-135R同溫層空中加油機
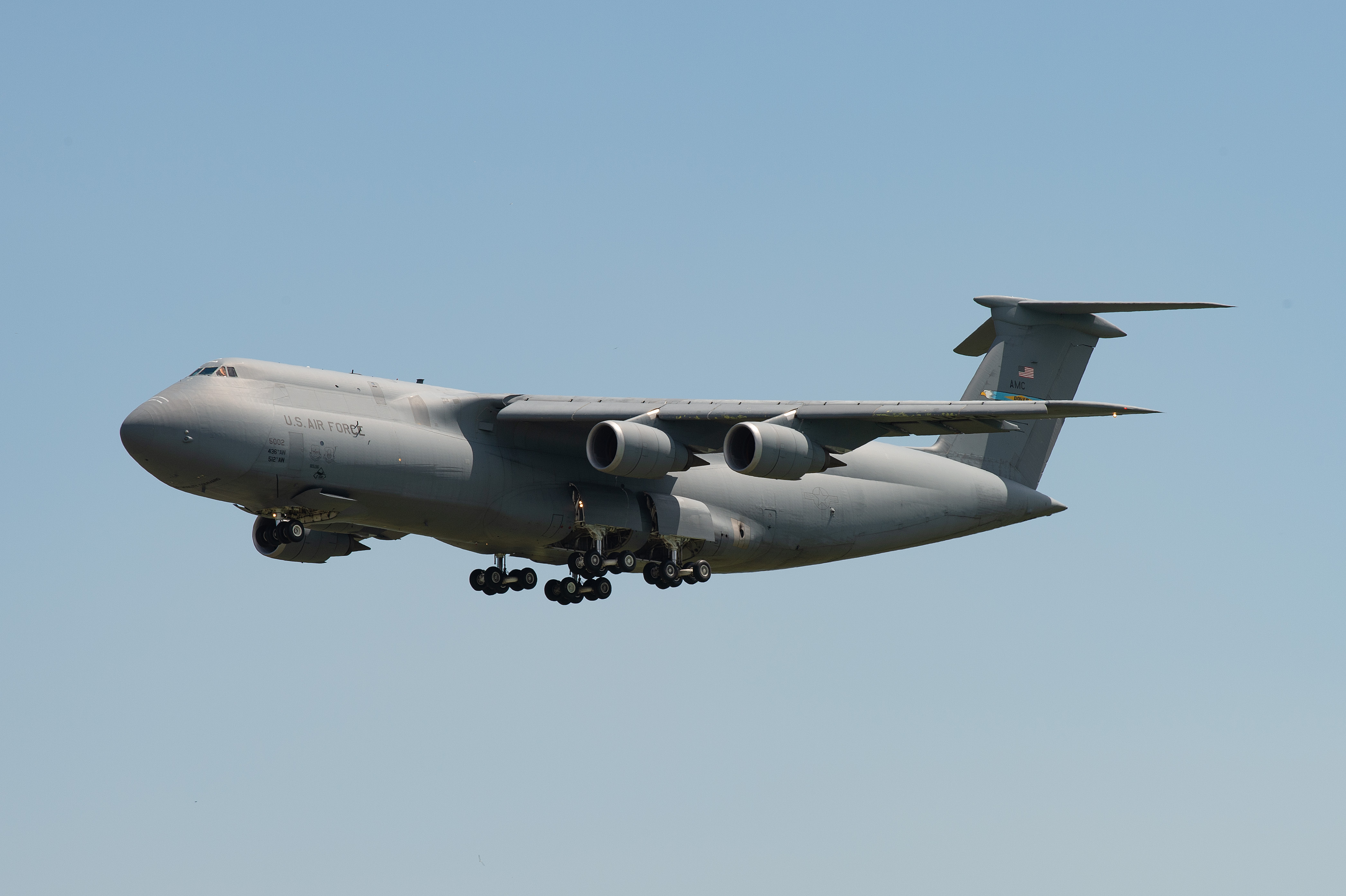
C-5M超級銀河運輸機
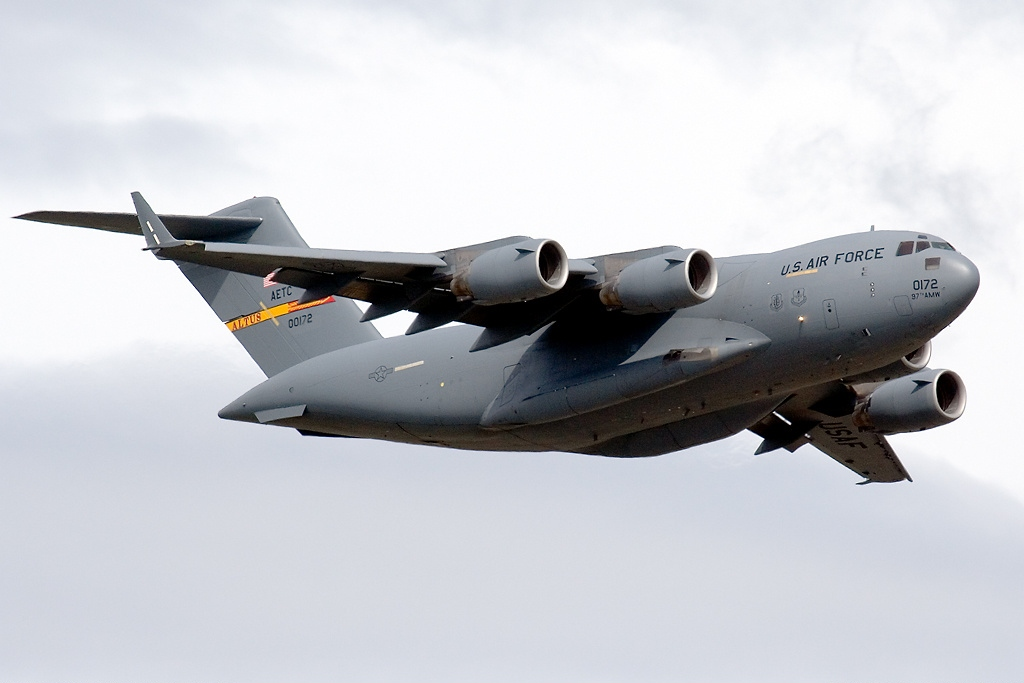
C-17A环球霸王III運輸機
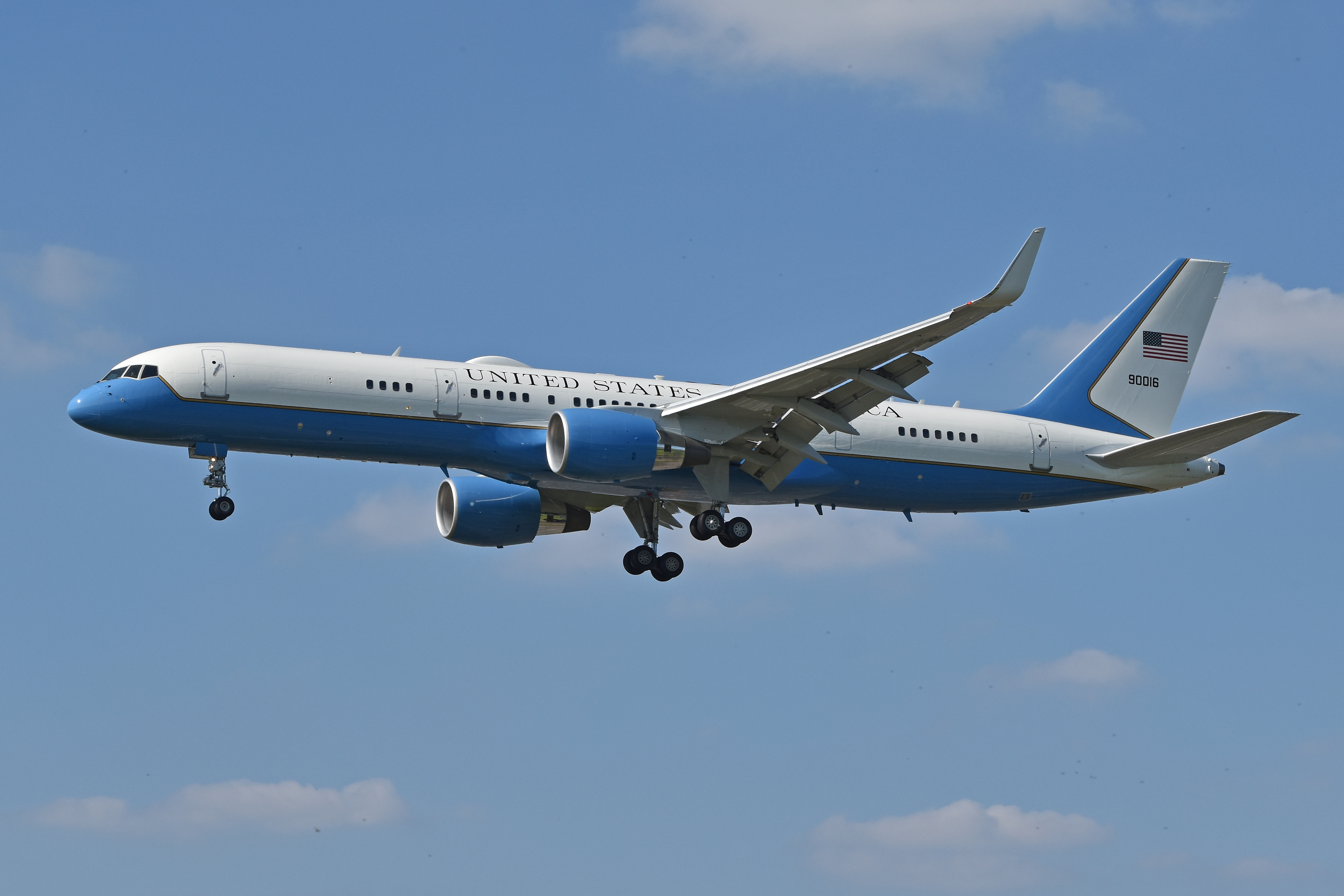
C-32A運輸機（空軍二號）
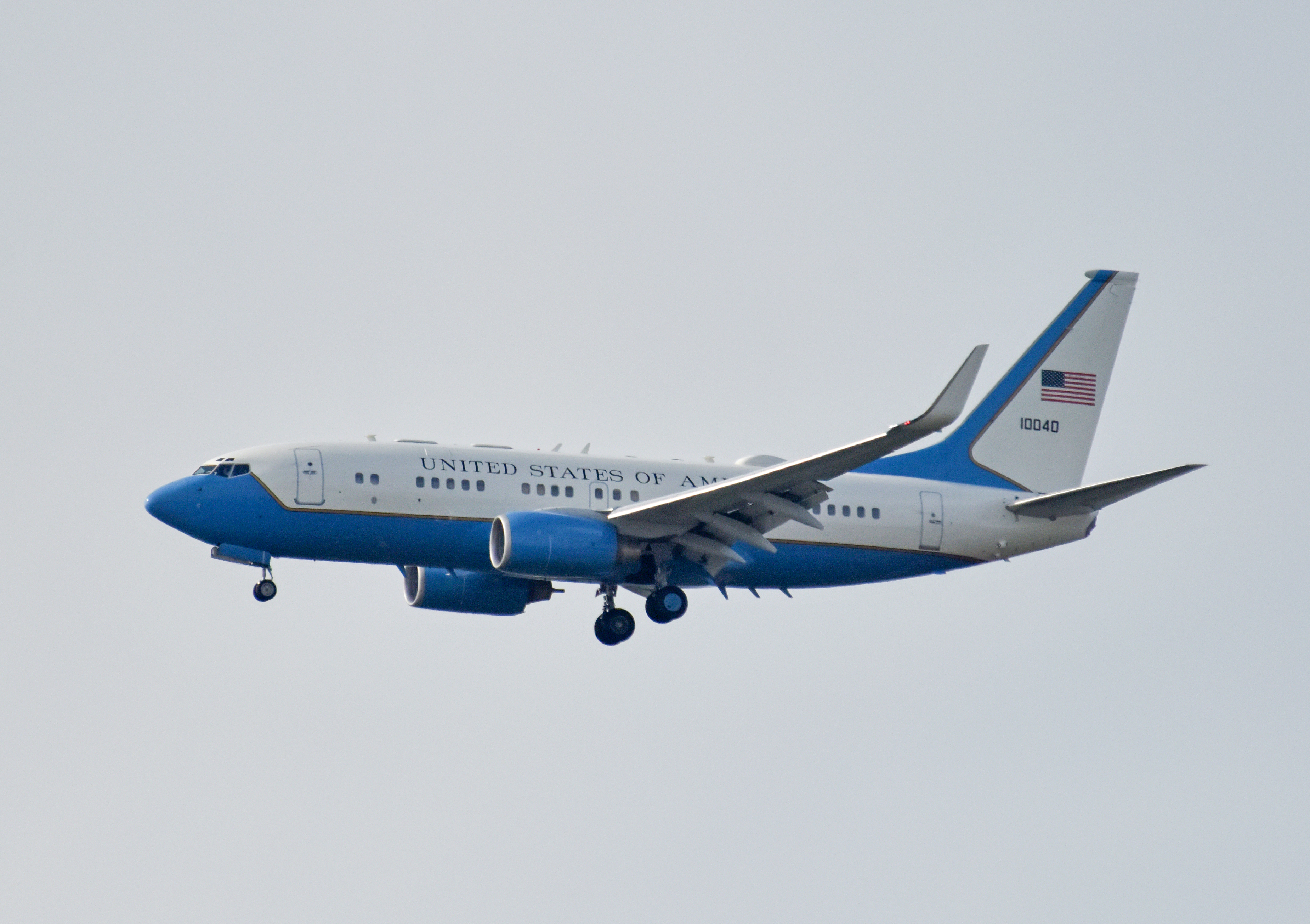
C-40B運輸機
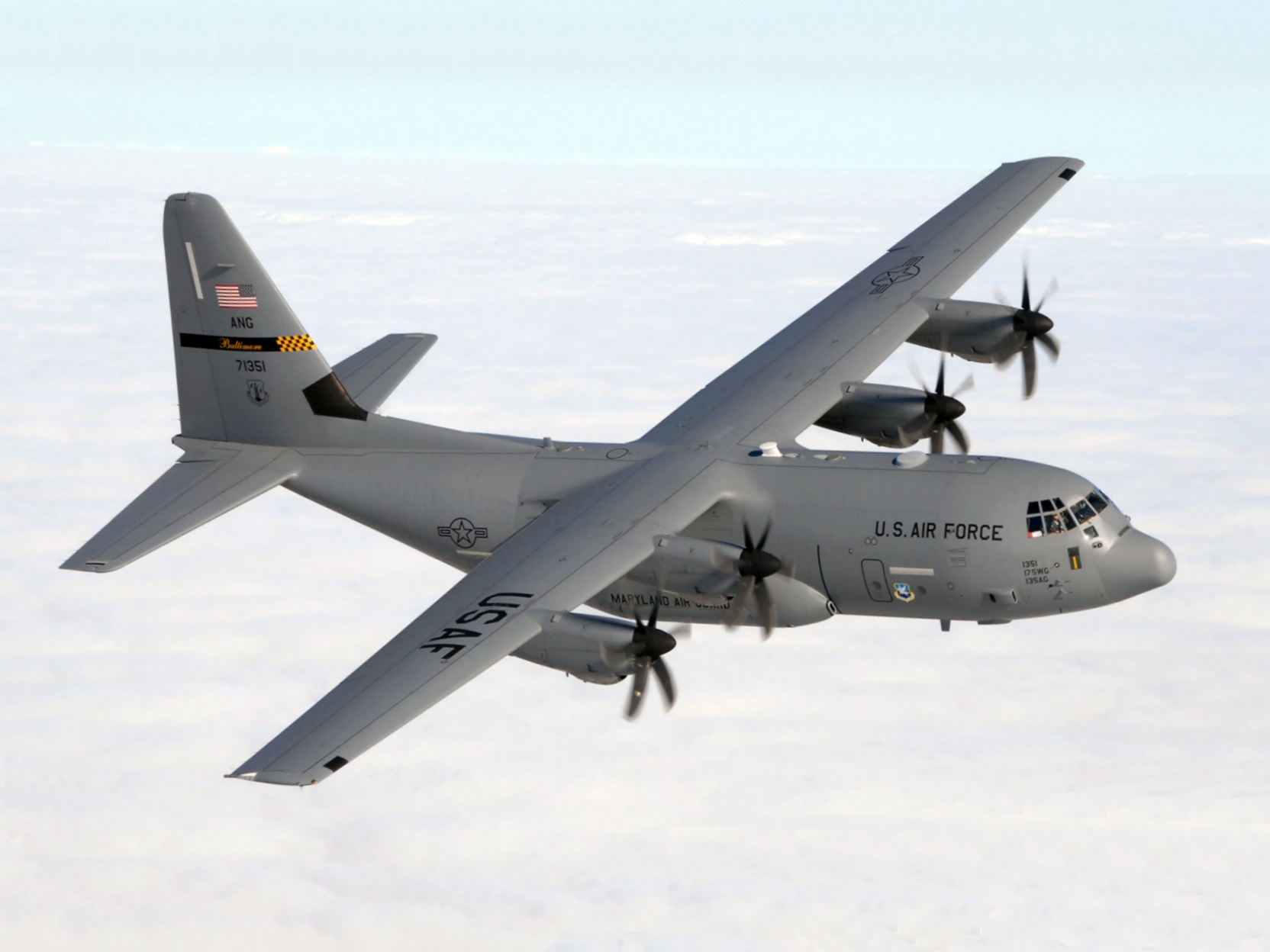
C-130J超級大力神運輸機
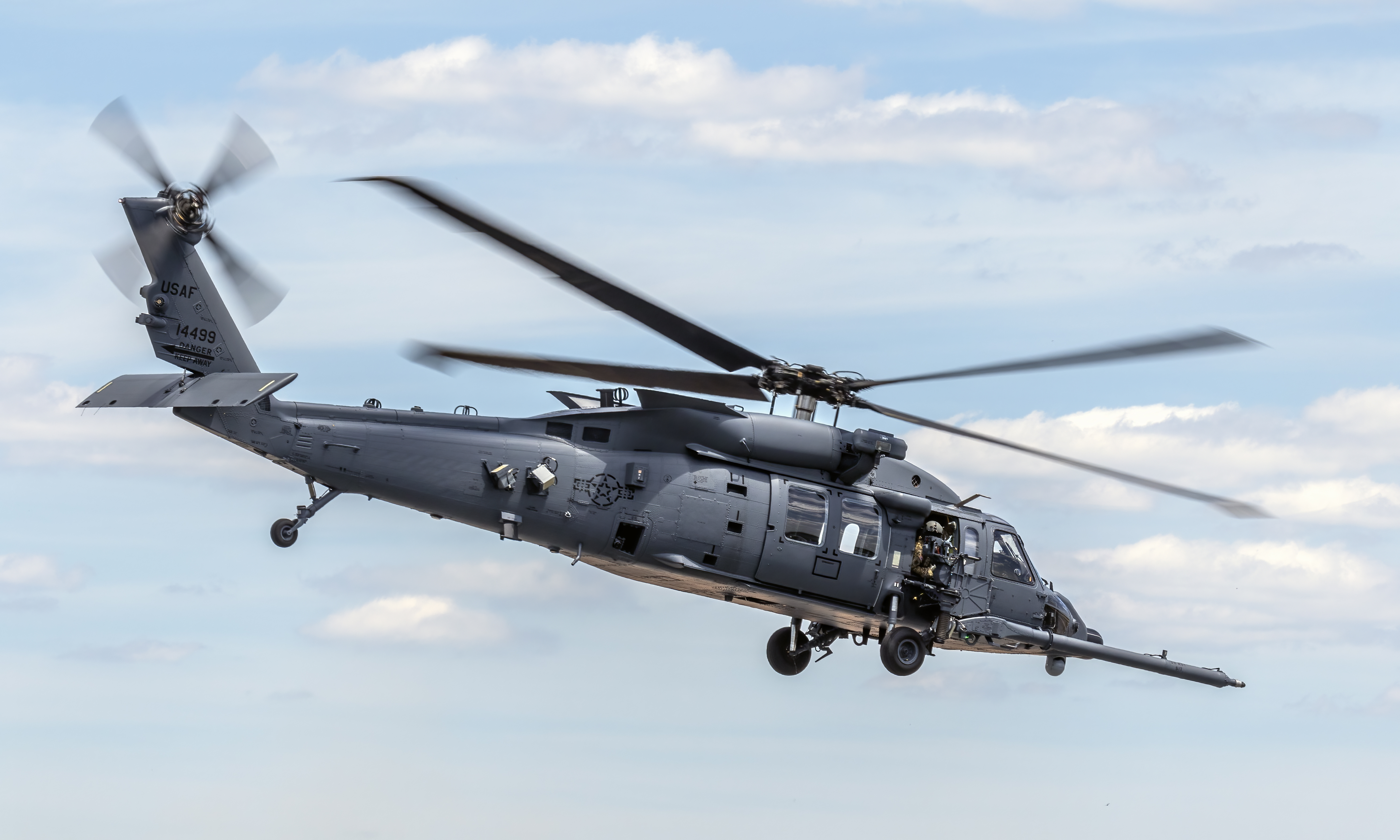
HH-60W快樂巨人II式直升機
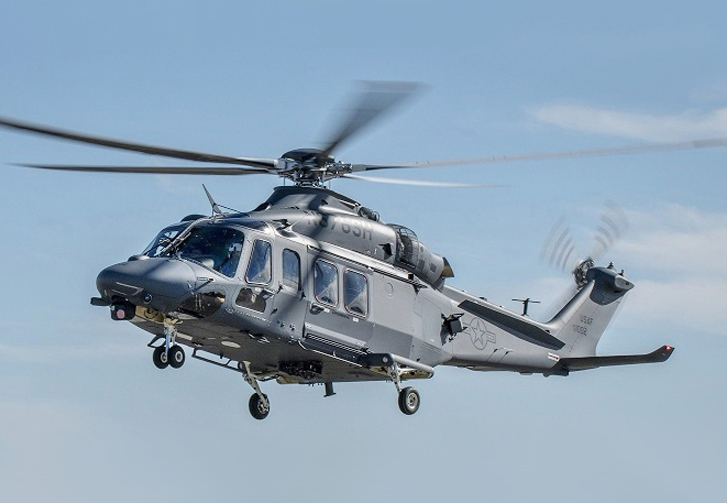
MH-139灰狼直升機
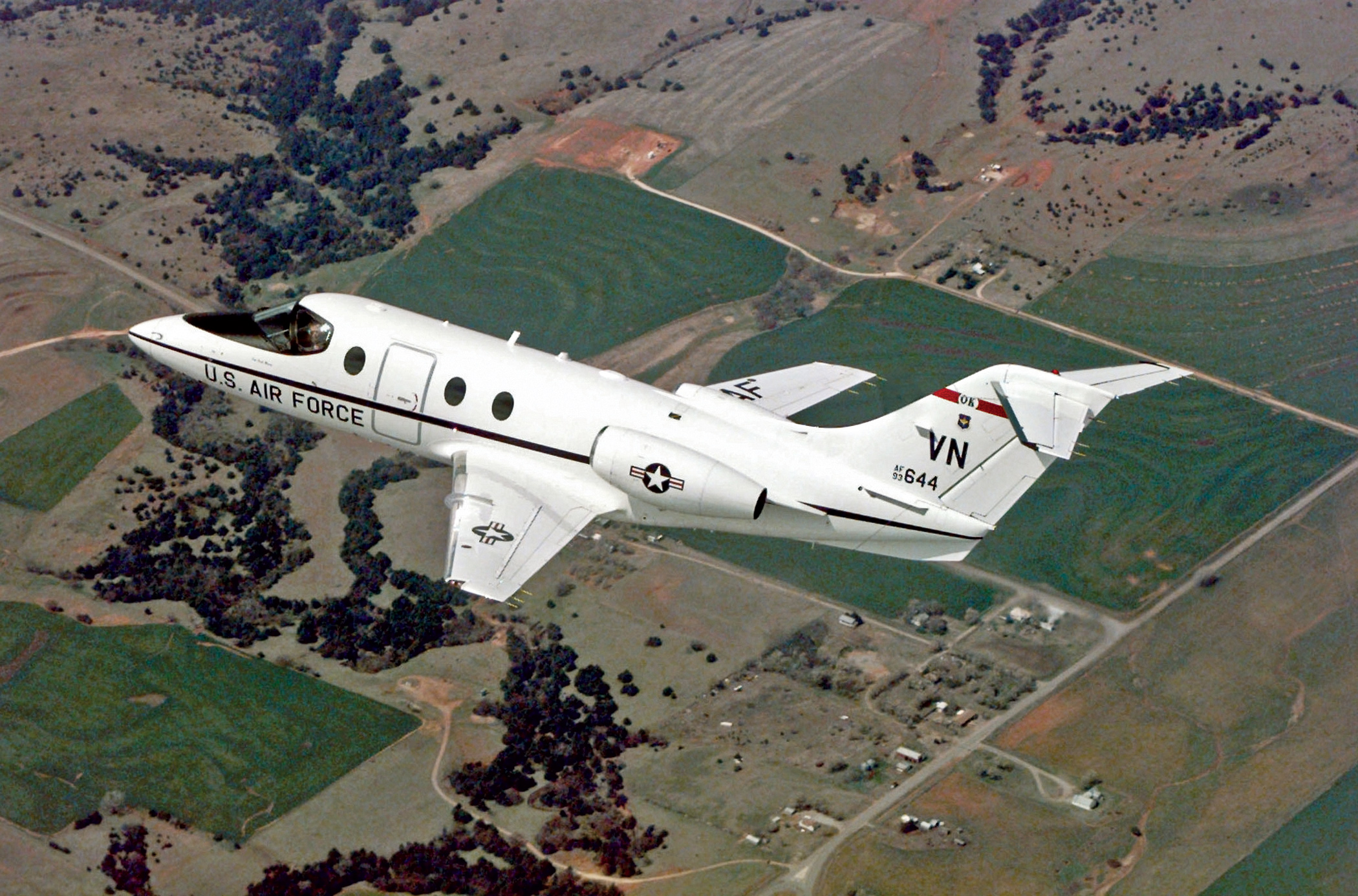
T-1松鴉鷹教練機
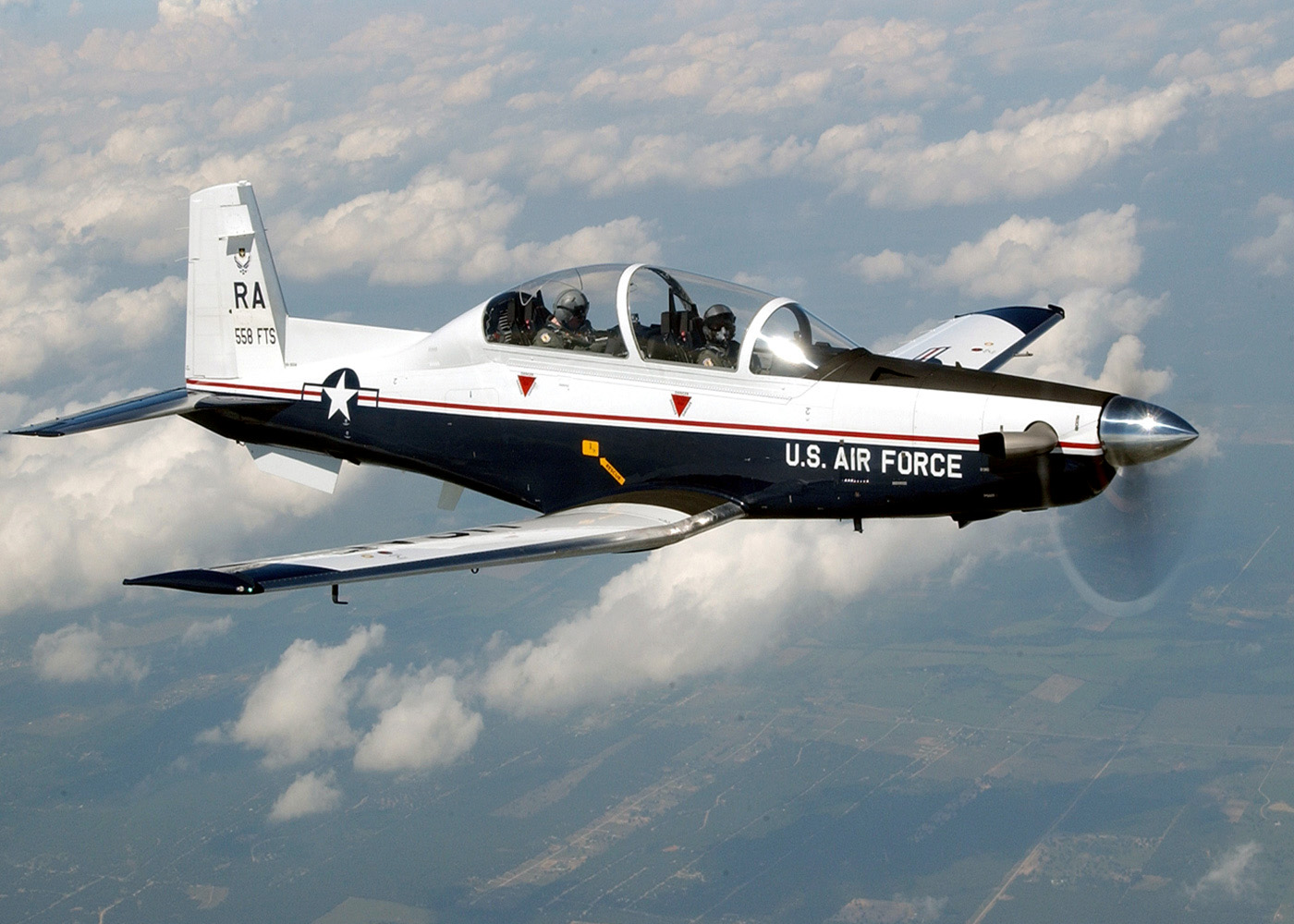
T-6A德州人II教練機
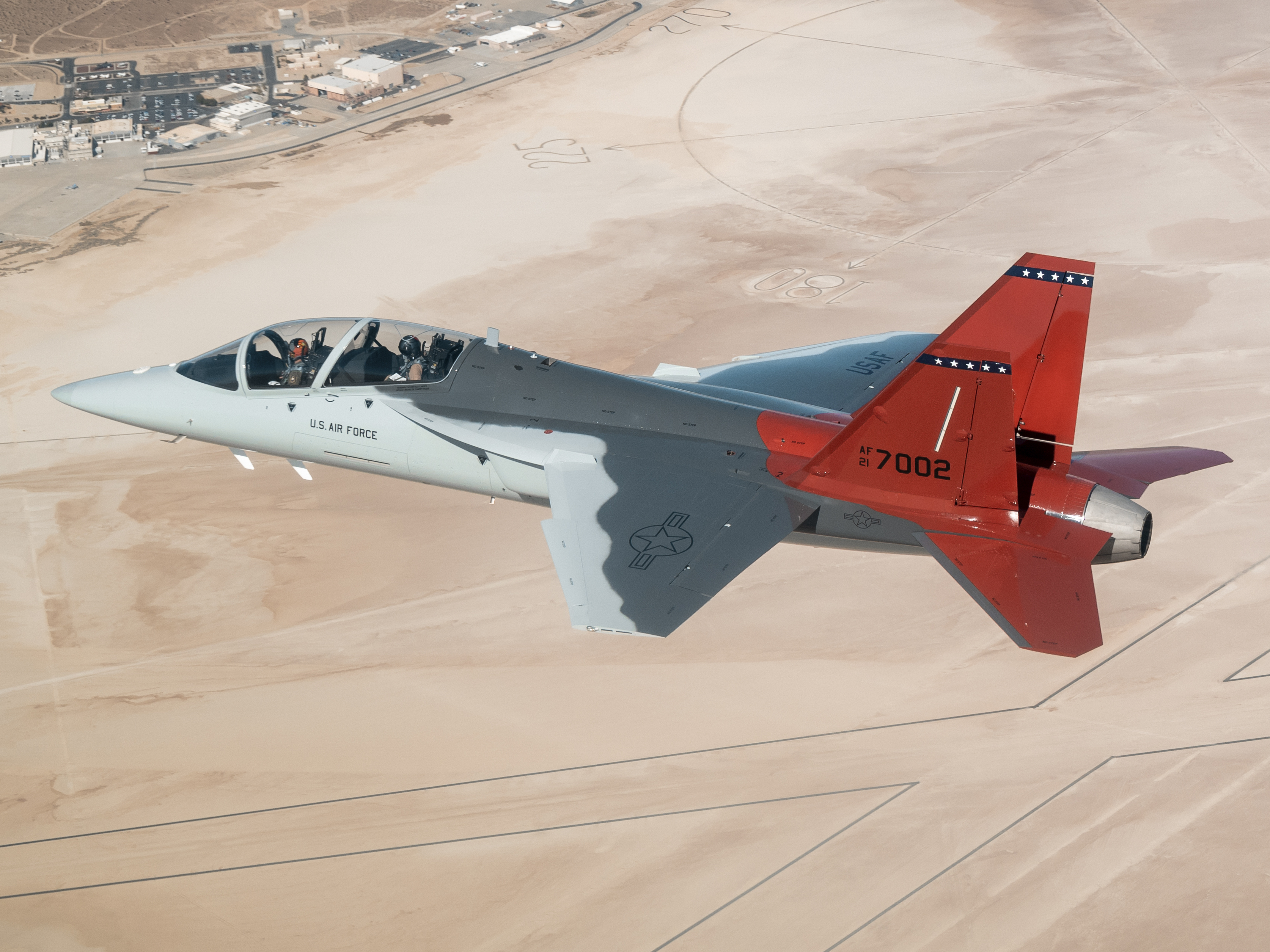
T-7A紅鷹教練機
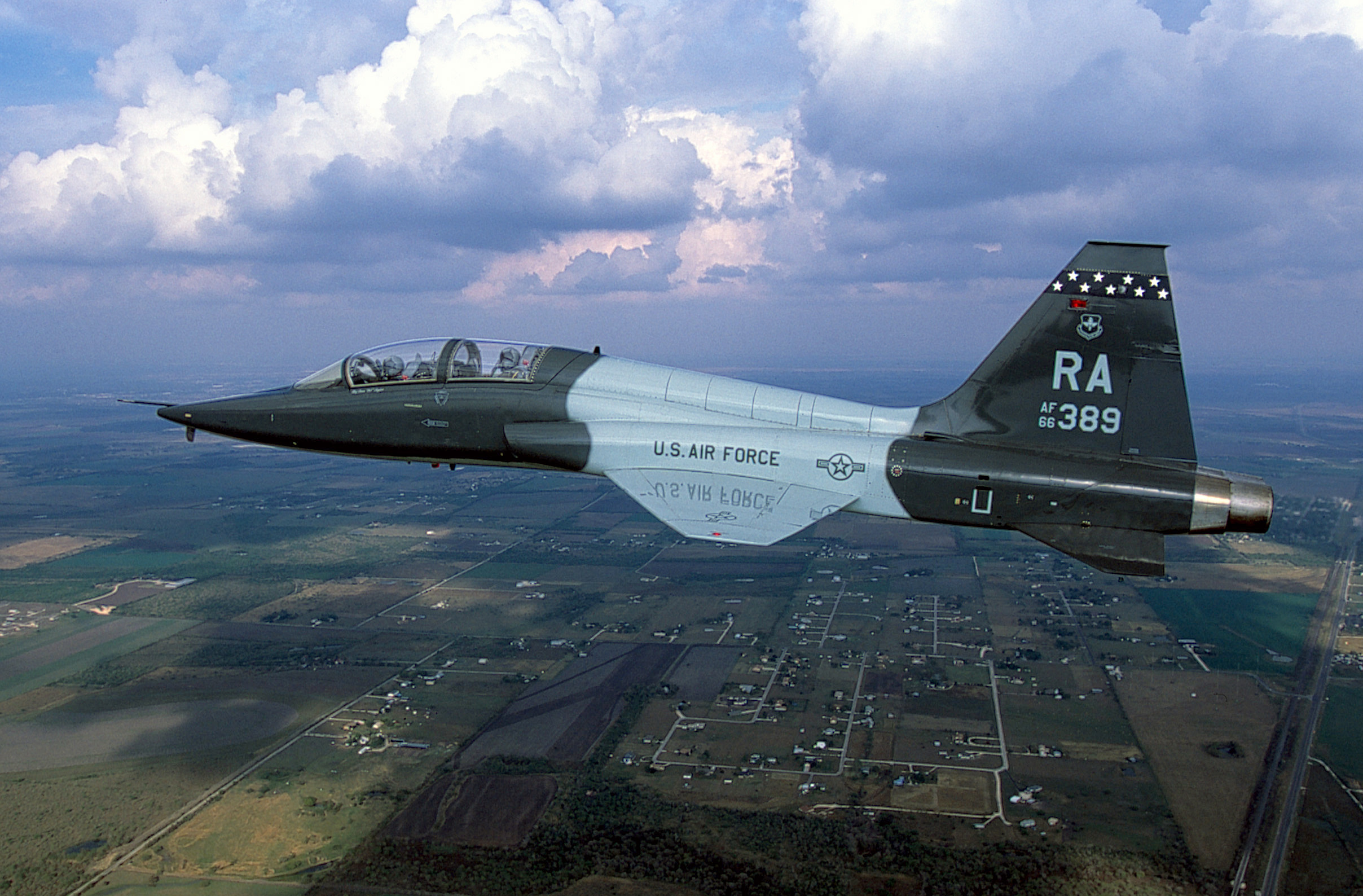
T-38鷹爪教練機

### 個人武器
| 型號               | 圖片 | 原產地        | 類別           | 口徑      | 細節                                           |      |
| 手槍               | 手槍 | 手槍          | 手槍           | 手槍      | 手槍                                           | 手槍 |
| ------------------ | ---- | ------------- | -------------- | --------- | ---------------------------------------------- | ---- |
| M9                 |      | 義大利 · 美国 | 半自動手槍     | 9×19mm    |                                                |      |
| M11                |      | 德国          | 半自動手槍     | 9×19mm    |                                                |      |
| M18                |      | 美国          | 半自動手槍     | 9×19mm    | 新型制式手槍，目前正取代M9                     |      |
| Mk 27              |      | 奥地利        | 半自動手槍     | 9×19mm    | 裝備特種作戰部隊                               |      |
| 突擊步槍／戰鬥步槍 |      |               |                |           |                                                |      |
| M16A2              |      | 美国          | 突擊步槍       | 5.56×45mm |                                                |      |
| M4A1               |      | 美国          | 突擊步槍       | 5.56×45mm | 特種作戰部隊版本配備SOPMOD或URG-I套件          |      |
| Mk 18              |      | 美国          | 突擊步槍       | 5.56×45mm | 特種作戰部隊採用版本為Mk 18 Mod 1及Mk 18 URG-I |      |
| GAU-5A             |      | 美国          | 求生步槍       | 5.56×45mm | 裝備空軍人員作防身武器                         |      |
| Mk 17 Mod 0        |      | 美国 · 比利时 | 戰鬥步槍       | 7.62×51mm | 僅裝備部份特種作戰部隊                         |      |
| HK416              |      | 德国          | 突擊步槍       | 5.56×45mm | 僅裝備特種作戰部隊                             |      |
| HK416C             |      | 德国          | 卡賓槍         | 5.56×45mm | 僅裝備特種作戰部隊                             |      |
| 散彈槍             |      |               |                |           |                                                |      |
| M870               |      | 美国          | 泵動式散彈槍   | 12鉛徑    |                                                |      |
| 衝鋒槍             |      |               |                |           |                                                |      |
| HK MP5             |      | 德国          | 衝鋒槍         | 9×19mm    |                                                |      |
| 狙擊步槍           |      |               |                |           |                                                |      |
| Mk 20 SSR          |      | 美国 · 比利时 | 半自動狙擊步槍 | 7.62×51mm | 僅裝備特種作戰部隊                             |      |
| 機槍               |      |               |                |           |                                                |      |
| M249 SAW           |      | 美国 · 比利时 | 輕機槍         | 5.56×45mm |                                                |      |
| Mk 46              |      | 美国 · 比利时 | 輕機槍         | 5.56×45mm | 僅裝備特種作戰部隊                             |      |
| M240               |      | 美国 · 比利时 | 通用機槍       | 7.62×51mm |                                                |      |
| GAU-2／GAU-17      |      | 美国          | 加特林機槍     | 7.62×51mm | 固定在載具上使用                               |      |
| 手榴彈／爆炸物     |      |               |                |           |                                                |      |
| M67                |      | 美国          | 破片手榴彈     | -         |                                                |      |
| M84                |      | 美国          | 震撼彈         | -         |                                                |      |
| M83                |      | 美国          | 煙霧彈         | -         |                                                |      |
| AN/M14             |      | 美国          | 燃燒彈         | -         |                                                |      |
| M18A1 Claymore     |      | 美国          | 反人員地雷     | -         |                                                |      |
| 榴彈發射器         |      |               |                |           |                                                |      |
| M320               |      | 美国 · 德国   | 榴彈發射器     | 40×46mm   | 可下掛在步槍下或單獨使用                       |      |
| Mk 13              |      | 美国 · 比利时 | 榴彈發射器     | 40×46mm   | 可下掛在步槍下或單獨使用，裝備特種作戰部隊     |      |
| 反裝甲武器         |      |               |                |           |                                                |      |
| 卡爾·古斯塔夫M4    |      | 瑞典          | 無後座力炮     | 84mm      |                                                |      |

## 軍階

### 軍官
| 美國國防部薪酬等級 | O-1                   | O-2                   | O-3                   | O-4                 | O-5                 | O-6                 | O-7                     | O-8                     | O-9                     | O-10                    | Special grade            |
| 北約軍銜等級       | OF-1                  | OF-1                  | OF-2                  | OF-3                | OF-4                | OF-5                | OF-6                    | OF-7                    | OF-8                    | OF-9                    | OF-10                    |
| ------------------ | --------------------- | --------------------- | --------------------- | ------------------- | ------------------- | ------------------- | ----------------------- | ----------------------- | ----------------------- | ----------------------- | ------------------------ |
| 英文               | Second Lieutenant     | First Lieutenant      | Captain               | Major               | Lieutenant Colonel  | Colonel             | Brigadier General       | Major General           | Lieutenant General      | General                 | General of the Air Force |
| 中文               | 少尉                  | 中尉                  | 上尉                  | 少校                | 中校                | 上校                | 准將                    | 少將                    | 中將                    | 上將                    | 五星上將                 |
| 英文縮寫           | 2d Lt                 | 1st Lt                | Capt                  | Maj                 | Lt Col              | Col                 | Brig Gen                | Maj Gen                 | Lt Gen                  | Gen                     | GAF                      |
| 軍銜徽章           |                       |                       |                       |                     |                     |                     |                         |                         |                         |                         |                          |
| 軍銜肩章           |                       |                       |                       |                     |                     |                     |                         |                         |                         |                         |                          |
| 美國空軍軍官等級   | 尉官（Company Grade） | 尉官（Company Grade） | 尉官（Company Grade） | 校官（Field Grade） | 校官（Field Grade） | 校官（Field Grade） | 將官（General Officer） | 將官（General Officer） | 將官（General Officer） | 將官（General Officer） | 將官（General Officer）  |

### 准尉
| 美國國防部薪酬等級 | W-1               | W-2                     | W-3                     | W-4                     | W-5                     |
| 北約軍銜等級       | WO-1              | WO-2                    | WO-3                    | WO-4                    | WO-5                    |
| ------------------ | ----------------- | ----------------------- | ----------------------- | ----------------------- | ----------------------- |
| 英文               | Warrant Officer 1 | Chief Warrant Officer 2 | Chief Warrant Officer 3 | Chief Warrant Officer 4 | Chief Warrant Officer 5 |
| 中文               | 一级准尉          | 二级准尉                | 三级准尉                | 四级准尉                | 五级准尉                |
| 英文縮寫           | WO1               | CWO2                    | CWO3                    | CWO4                    | CWO5                    |
| 軍銜徽章           |                   |                         |                         |                         |                         |

### 士官及士兵
| 美國國防部薪酬等級 | E-1            | E-2            | E-3                | E-4            | E-5            | E-6                | E-7              | E-7              | E-8                    | E-8                    | E-9                   | E-9                   | E-9                   | E-9                                    | E-9                                                               | E-9                                     |
| 北約軍銜等級 | OR-1           | OR-2           | OR-3               | OR-4           | OR-5           | OR-6               | OR-7             | OR-7             | OR-8                   | OR-8                   | OR-9                  | OR-9                  | OR-9                  | OR-9                                   | OR-9                                                              | OR-9                                    |
| --- | -------------- | -------------- | ------------------ | -------------- | -------------- | ------------------ | ---------------- | ---------------- | ---------------------- | ---------------------- | --------------------- | --------------------- | --------------------- | -------------------------------------- | ----------------------------------------------------------------- | --------------------------------------- |
| 英文 | Airman Basic   | Airman         | Airman First Class | Senior Airman  | Staff Sergeant | Technical Sergeant | Master Sergeant  | Master Sergeant  | Senior Master Sergeant | Senior Master Sergeant | Chief Master Sergeant | Chief Master Sergeant | Chief Master Sergeant | Chief Master Sergeant of the Air Force | Senior Enlisted Advisor to the Chief of the National Guard Bureau | Senior Enlisted Advisor to the Chairman |
| 中文 | 列兵           | 二等兵         | 一等兵             | 上等兵1        | 中士           | 上士               | 三級軍士長2      | 三級軍士長2      | 二級軍士長2            | 二級軍士長2            | 一級軍士長2 3         | 一級軍士長2 3         | 一級軍士長2 3         | 空軍總軍士長                           | 國民警衛隊局局長 高級士兵顧問                                     | 參謀長聯席會議主席高級士兵顧問          |
| 英文縮寫 | AB             | Amn            | A1C                | SrA            | SSgt           | TSgt               | MSgt             | MSgt             | SMSgt                  | SMSgt                  | CMSgt                 | CMSgt                 | CMSgt                 | CMSAF                                  | SEA                                                               | SEAC                                    |
| 軍銜徽章 | 无             |                |                    |                |                |                    |                  |                  |                        |                        |                       |                       |                       |                                        |                                                                   |                                         |
| 美國空軍士兵等級 | 士兵（Airman） | 士兵（Airman） | 士兵（Airman）     | 士兵（Airman） | 士官（NCO）    | 士官（NCO）        | 高級士官（SNCO） | 高級士官（SNCO） | 高級士官（SNCO）       | 高級士官（SNCO）       | 高級士官（SNCO）      | 高級士官（SNCO）      | 高級士官（SNCO）      | 高級士官（SNCO）                       | 高級士官（SNCO）                                                  | 高級士官（SNCO）                        |
| |                |                |                    |                |                |                    |                  |                  |                        |                        |                       |                       |                       |                                        |                                                                   |                                         |
| 1 不同於美國陸軍、海軍、海軍陸戰隊和海岸警衛隊，美國空軍將薪酬等級E-4歸類爲士兵而非士官，故Senior Airman譯作上等兵而非下士。 2 軍銜徽章中帶有菱形的是首席軍士長（First Sergeant）。首席軍士長是一項享有特殊薪酬等級的職務，擔任此職務的一級、二級或三級軍士長在任職期間可佩戴對應級別的軍銜徽章。首席軍士長是中隊内軍銜最高的士兵，負責中隊全體士兵的士氣、福利等事務，并擔任中隊長關於士兵事務的首席顧問。離開該職務后，首席軍士長將恢復其薪酬等級的正常職級。 3 軍銜徽章中帶有五角星的是指揮軍士長（Command Chief）。和首席軍士長一樣，指揮軍士長也是一項享有特殊薪酬等級的職務，是空軍聯隊及以上級別單位（包括獨立大隊）或各級聯合部隊司令部的指揮官的高級士兵顧問（Senior Enlisted Advisor）。擔任此職務的一級軍士長在任職期間可佩戴對應級別的軍銜徽章。 |                |                |                    |                |                |                    |                  |                  |                        |                        |                       |                       |                       |                                        |                                                                   |                                         |

## 流行文化
- 1997年—《空軍一號》
- 2008年—《科洛弗檔案》：電影中美國空軍B-2幽灵战略轰炸机與F-22猛禽戰鬥機都有空襲轟炸巨型怪物。
- 2008年—《鷹眼》
- 2010年—《鋼鐵人2》
- 2012年—《神鬼認證4》：電影中有一段是亞倫克洛斯在美國阿拉斯加州特別行動訓練場區，被從美國維吉尼亞州空軍空戰司令部起飛的MQ1掠奪者無人攻擊機追殺。
- 2013年—《白宮末日》：電影後半段史坦茲的電腦駭客史基普·泰勒破解地堡的電腦系統後，獲得權利遙控北美空防司令部的陸基中段防禦系統，發射一枚核彈擊毀空軍一號，讓哈蒙副總統等官員集體葬身火海。為此，拉佛森議長接任成為新總統，為了避免大量死傷乃至戰爭而放棄救援，派遣美國空軍F-22猛禽戰鬥機對白宮發動空襲以摧毀。當史坦茲將愛蜜莉至總統辦公室帶給沃克來脅迫約翰·凱爾投降時，美國總統 詹姆士·W·索耶自行走出去投降以拯救愛蜜莉一命。約翰·凱爾開吉普車撞進辦公室，利用反突擊車上方的M134高射速機槍殺死沃克。後來愛蜜莉得知空襲來臨時，愛蜜莉扛起白宮裡的總統代表旗跑到草地上揮旗發信號，讓F-22猛禽戰鬥機取消空襲。
- 2015年—《巡弋狙擊手》
- 2016年—《13小時：班加西的秘密士兵》：電影中有出現美國空軍F16C戰隼戰鬥機準備要從義大利西西里島的西哥奈拉基地緊急起飛，但後來沒有起飛，因為空襲支援任務被取消，只有派遣 MQ1掠奪者遠端遙控攻擊機監控利比亞班加西事件，而監控畫面被傳回美國非洲司令部。
- 2016年—《正宗哥吉拉》
- 2019年—《驚奇隊長》:電影中女主角卡蘿·丹佛斯曾經在美國空軍的服役背景是美國奈利斯空軍基地戰鬥機飛行員。